# Milly-la-Forêt
Pour les articles homonymes, voir Milly.
Milly-la-Forêt (prononcé [mi.ji la fɔ.ʁɛ] ) est une commune française située dans le sud-est du département de l’Essonne en région Île-de-France.
C’est le siège de la communauté de communes des 2 Vallées, du parc naturel régional du Gâtinais français et du doyenné de Milly-la-Forêt.
Village gaulois dès 285 av. J-C, lieu de naissance de saint Wulfram vers l’an 640, le domaine est ensuite offert aux seigneurs méritants par les rois de France. Ruinée par les Anglais au XIVe siècle, elle est rebâtie et fortifiée par Louis Malet de Graville au XVe siècle, dotée d’une des plus importantes foires franciliennes.
Centre agricole et commerçant, sur le passage de la route de Lyon jusqu’au XVIIIe siècle, elle perd peu à peu de son intérêt à mesure que les axes routiers et ferroviaires s’en écartent.
Elle devient alors dès le milieu du XXe siècle un lieu de villégiature pour les Parisiens et les artistes, dont Jean Cocteau et Christian Dior. C’est aujourd’hui un pôle touristique important du département, la capitale des herbes aromatiques, à l’environnement préservé entre province et agglomération parisienne.
Ses habitants sont appelés les Milliacois.

## Géographie

### Situation

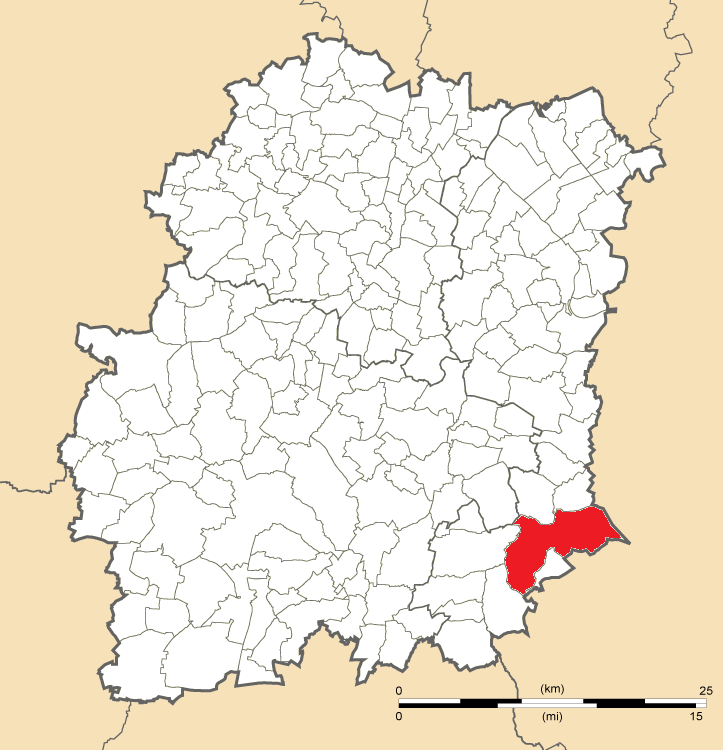
Position de Milly-la-Forêt en Essonne.

Milly-la-Forêt est située au sud de la région Île-de-France et de l’agglomération parisienne à cinquante-deux kilomètres au sud-est de Paris, à l’extrême sud-est du département de l’Essonne, au cœur de l’ancien pays du Gâtinais, aujourd’hui devenu région naturelle et pour partie parc naturel régional. Ses frontières est avec Arbonne-la-Forêt et sud-est avec Noisy-sur-École marquent aussi la frontière du département avec la Seine-et-Marne.
La commune occupe un territoire arqué long de neuf kilomètres sept cents d’ouest en est et large de quatre kilomètres du nord au sud, totalisant une superficie de trois mille trois cent quatre-vingt hectares.
L’Institut national de l'information géographique et forestière donne les coordonnées géographiques 48° 24′ 11″ N, 2° 28′ 14″ E au point central de ce territoire.
Ville d’importance historique, touristique et gastronomique pour le département, Milly-la-Forêt est située à cinquante-deux kilomètres au sud-est de Paris-Notre-Dame, point zéro des routes de France, vingt-six kilomètres au sud-est d’Évry, vingt-trois kilomètres au sud-est d’Étampes, trente-huit kilomètres au sud-est de Palaiseau, treize kilomètres au sud-est de La Ferté-Alais, vingt-trois kilomètres au sud de Corbeil-Essonnes, vingt-six kilomètres au sud-est d’Arpajon, trente kilomètres au sud-est de Montlhéry, trente-six kilomètres au sud-est de Dourdan et seulement treize kilomètres au nord-est de Malesherbes et dix-sept kilomètres à l’ouest de Fontainebleau. Quelques communes homonymes sont réparties sur le territoire. Milly est à deux cent cinquante-sept kilomètres à l’ouest, Milly-sur-Thérain à cent vingt-sept kilomètres au nord-ouest, Milly-sur-Bradon à deux cent vingt-neuf kilomètres au nord-est et Milly-Lamartine à deux cent quatre-vingt-trois kilomètres au sud-est.

### Hydrographie

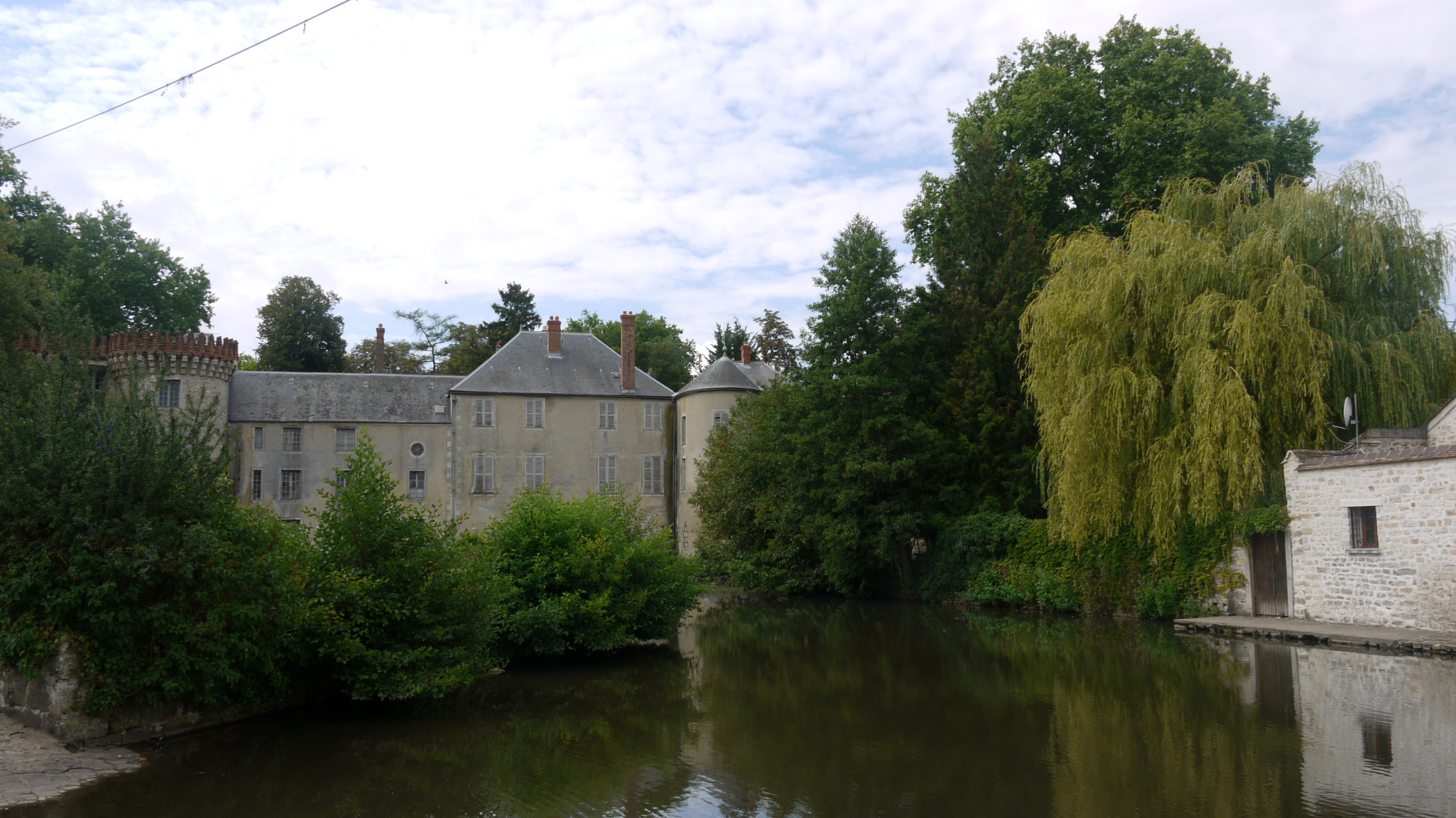
La rivière l’École et le château.

La commune est traversée en son centre par la rivière l’École qui entre sur le territoire par le sud-est en matérialisant la frontière avec Oncy-sur-École et remonte droit au nord. Elle se dédouble dans le bois situé derrière le château pour former une île et alimente les anciennes douves avec un bras mort. Le cours poursuit vers le nord, sur la rive droite est installée une station d’épuration des eaux. Le ruisseau du Coul’ d’Eau prend sa source à l’entrée de la rue Notre-Dame et remonte en souterrain vers le nord, le ruisseau éponyme alimente le lavoir puis se jette dans la rivière après un parcours de cent cinquante mètres. Un petit lac, nommé le Coudret marque la fin de la traversée de Milly-la-Forêt par la rivière, deux étangs se forment dans les cuvettes en centre-ville, devant le château et au cœur du quartier pavillonnaire. Un bras mort artificiel a été creusé sur la rive droite pour alimenter l’ancien lavoir de la Bonde. Quatre ponts permettent de traverser le cours d’eau, d’amont en aval, sur la rue du Général-de-Gaulle, à la frontière avec Oncy-sur-École, le deuxième rue Langlois face au lavoir, le troisième rue Léopold-Bédu et le dernier sur la rocade nord. Au nord, la rivière marque la frontière avec Moigny-sur-École.

### Relief et géologie
Située au point le plus resserré de la vallée de l’École qui traverse la commune du sud au nord par le centre-ville, le terrain occupé par la commune s’étage entre soixante mètres et cent trente-cinq mètres d’altitude. L’ensemble du centre-ville se trouve au point le plus bas, au niveau de la vallée relativement encaissée de la rivière, le terrain s’élève assez rapidement au nord-est avec la butte du Monceau et le début de la platière sablonneuse de Fontainebleau  et du massif des Trois-Pignons, l’altitude de cent trente mètres étant atteinte à seulement deux kilomètres à l’est du lit de la rivière. Il s’élève aussi rapidement à l’ouest sur la fin du plateau de Beauce séparant les vallées de l’École et de l’Essonne, l’altitude de cent mètres est atteinte seulement un kilomètre à l’ouest du lit de la rivière dans la forêt. Le village est ainsi installé au point le plus resserré de la vallée, elle s’élargit ensuite vers le nord.
Le sous-sol milliacois est caractéristique du Gâtinais, constitué de sable blanc surmonté de calcaire et de blocs de grès érodés.

### Communes limitrophes
Le territoire de Milly-la-Forêt est relativement étendu, il enserre au sud la commune d’Oncy-sur-École, du sud-est au nord-est, la commune est bordée par les communes seine-et-marnaise de Noisy-sur-École, Arbonne-la-Forêt et Fleury-en-Bière. Au nord se trouvent les villages de Courances et Moigny-sur-École, suivis au nord-ouest par Boutigny-sur-Essonne, à l’ouest par Maisse et au sud-ouest par Buno-Bonnevaux.

### Climat
Pour des articles plus généraux, voir Climat de l'Île-de-France et Climat de l'Essonne.
En 2010, le climat de la commune est de type climat océanique dégradé des plaines du Centre et du Nord, selon une étude du CNRS s'appuyant sur une série de données couvrant la période 1971-2000. En 2020, Météo-France publie une typologie des climats de la France métropolitaine dans laquelle la commune est exposée à un climat océanique altéré et est dans la région climatique Sud-ouest du bassin Parisien, caractérisée par une faible pluviométrie, notamment au printemps (120 à 150 mm) et un hiver froid (3,5 °C).
Pour la période 1971-2000, la température annuelle moyenne est de 11,1 °C, avec une amplitude thermique annuelle de 15,9 °C. Le cumul annuel moyen de précipitations est de 666 mm, avec 10,7 jours de précipitations en janvier et 7,5 jours en juillet. Pour la période 1991-2020, la température moyenne annuelle observée sur la station météorologique la plus proche, située sur la commune de Courdimanche-sur-Essonne à 7 km à vol d'oiseau, est de 11,6 °C et le cumul annuel moyen de précipitations est de 594,8 mm,. Pour l'avenir, les paramètres climatiques de la commune estimés pour 2050 selon différents scénarios d'émission de gaz à effet de serre sont consultables sur un site dédié publié par Météo-France en novembre 2022.

### Milieux naturels et biodiversité

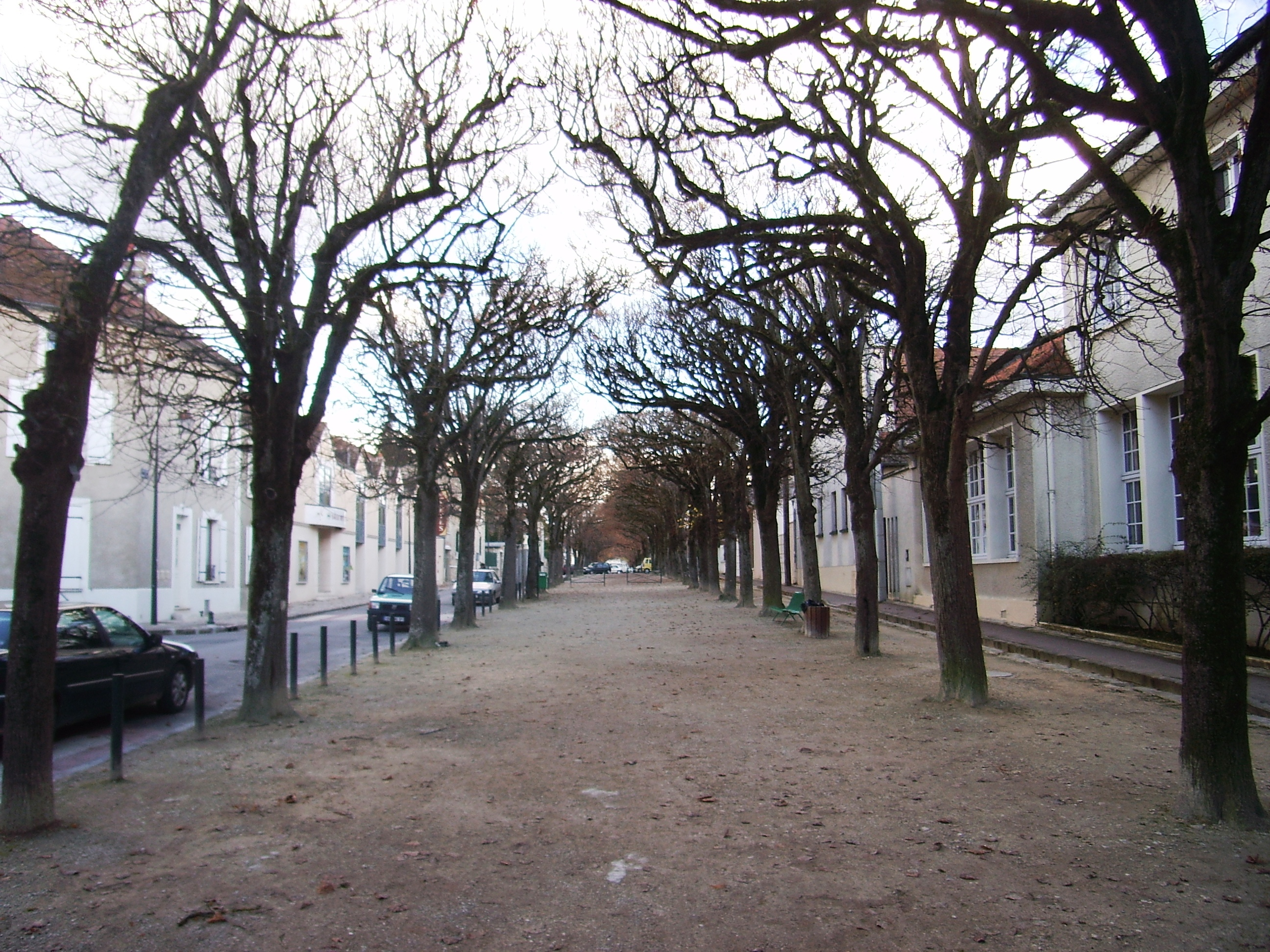
Alignement sur le boulevard du Maréchal-Lyautey.

Les berges de l’École et la vaste forêt communale ont été recensés au titre des espaces naturels sensibles par le conseil départemental de l'Essonne.
Neuf dixièmes du territoire communal ont conservé leur caractère campagnard et naturel composé pour moitié de champs cultivés et de forêt, notamment la forêt de Milly et la forêt des Trois-Pignons. Les berges de l’École sont aussi dans leur majeure partie restées à l’écart de l’urbanisation et présentent un réseau d’étangs et ruisseaux. Sur les boulevards, les plantations de tilleuls, marronniers et platanes en mail matérialisent la position des anciens remparts et ceinturent aujourd’hui le centre-ville.
Le massif des Trois-Pignons, à l’est du territoire, est intégré au site Natura 2000 de la forêt de Fontainebleau, forêt de protection et réserve biologique.
La commune est également implantée au cœur du Parc naturel régional du Gâtinais français, parfois appelé « pays des mille clairières et du grès ». À Milly-la-Forêt s’est aussi installé en 1987 le Conservatoire national des plantes à parfum, médicinales, aromatiques et industrielles dans le but de conserver les plantes utiles et de les présenter au public.

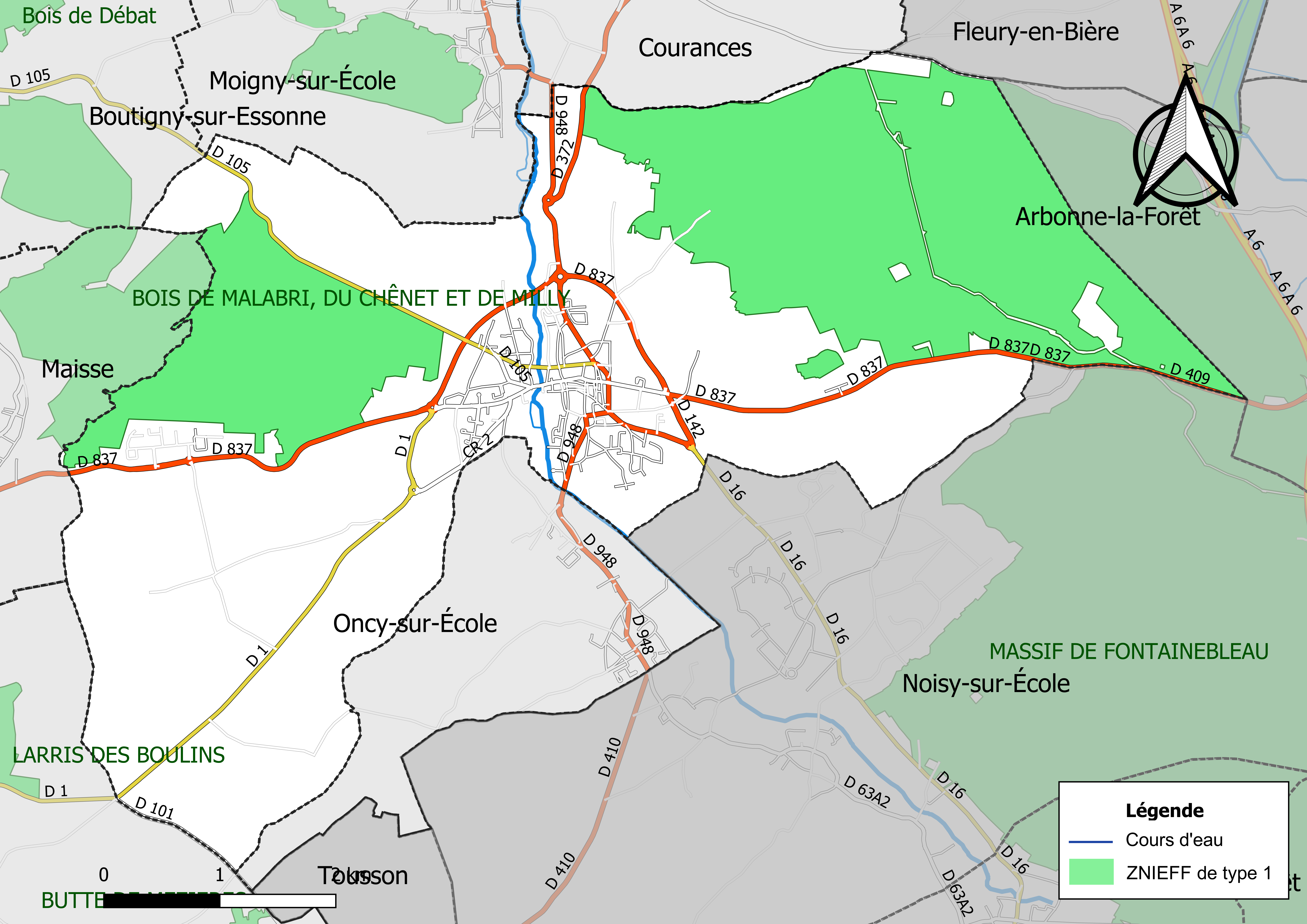
Carte des ZNIEFF de type 1 de la commune.
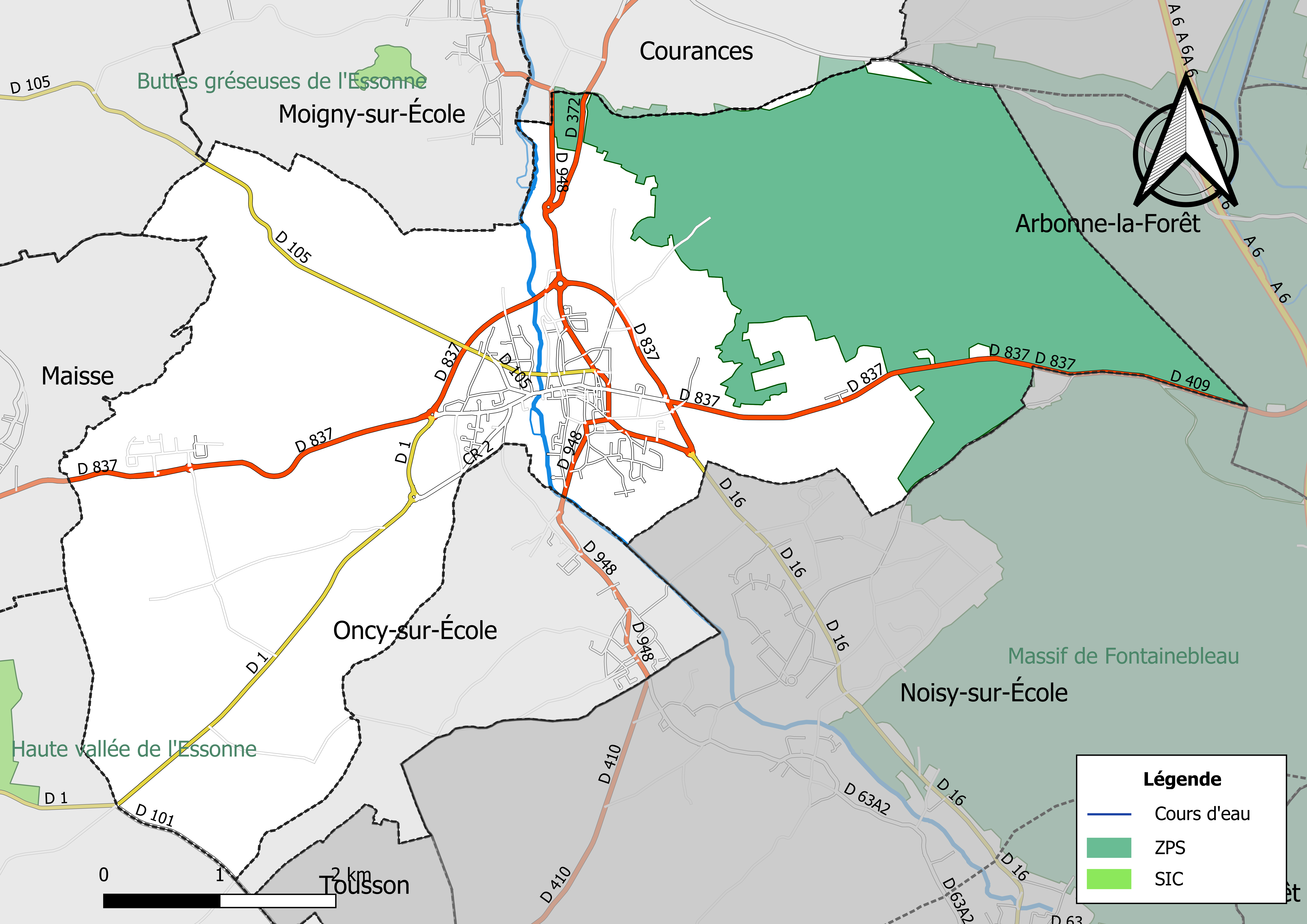
Carte des zones Natura 2000 de la commune.

## Urbanisme

### Typologie
Au 1er janvier 2024, Milly-la-Forêt est catégorisée petite ville, selon la nouvelle grille communale de densité à sept niveaux définie par l'Insee en 2022.
Elle appartient à l'unité urbaine de Milly-la-Forêt, une agglomération intra-départementale regroupant deux  communes, dont elle est ville-centre,,. Par ailleurs la commune fait partie de l'aire d'attraction de Paris, dont elle est une commune de la couronne,. Cette aire regroupe 1 929 communes,.

### Occupation des sols

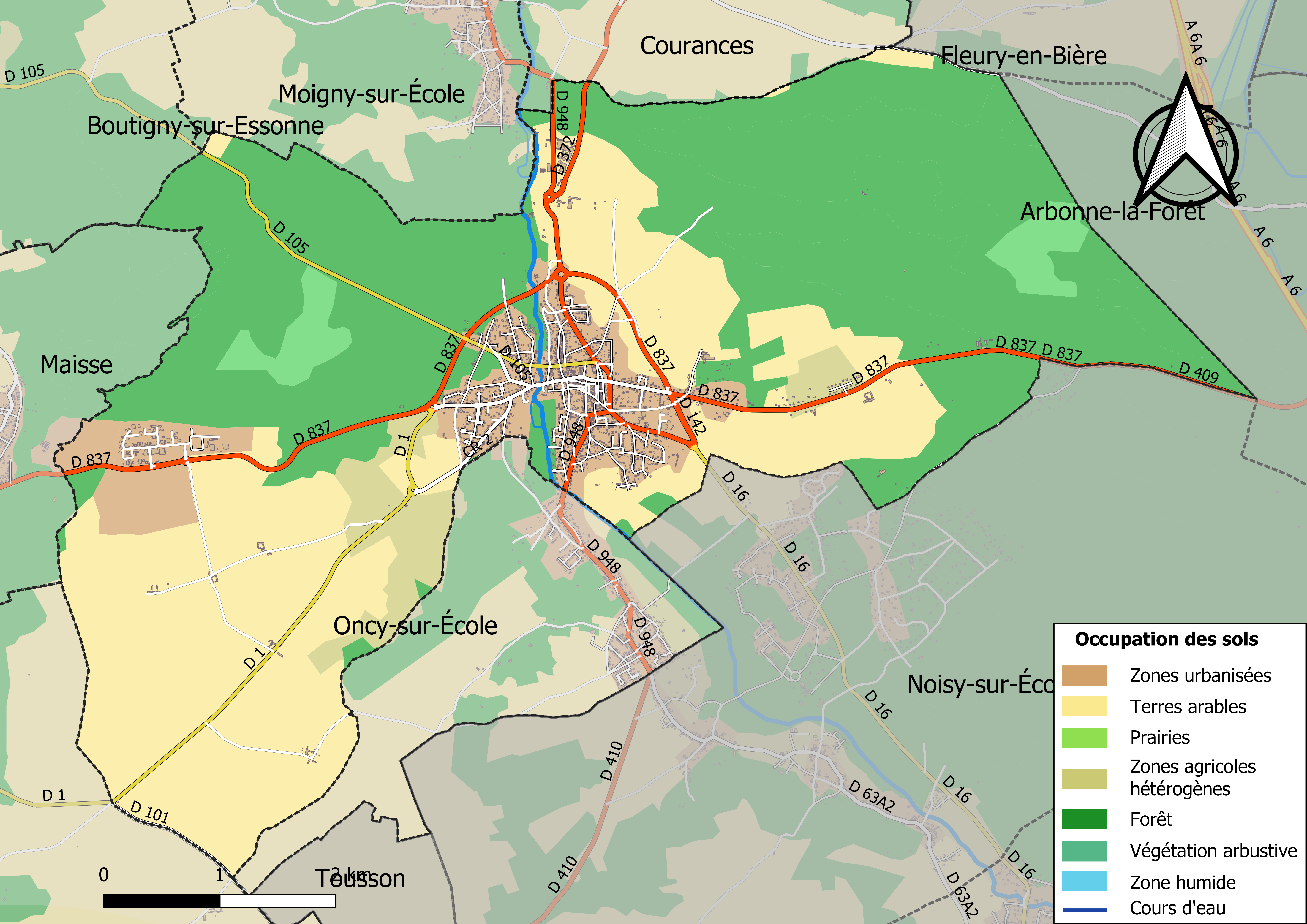
Carte des infrastructures et de l'occupation des sols de la commune en 2018 (CLC).

Le tableau ci-dessous présente l'occupation des sols détaillée de la commune en 2018, telle qu'elle ressort de la base de données européenne d’occupation biophysique des sols Corine Land Cover (CLC).
| Type d’occupation                                                                   | Pourcentage | Superficie (en hectares) |
| ----------------------------------------------------------------------------------- | ----------- | ------------------------ |
| Tissu urbain discontinu                                                             | 7,3 %       | 246                      |
| Zones industrielles ou commerciales et installations publiques                      | 1,0 %       | 35                       |
| Extraction de matériaux                                                             | 2,0 %       | 67                       |
| Terres arables hors périmètres d'irrigation                                         | 34,0 %      | 1146                     |
| Systèmes culturaux et parcellaires complexes                                        | 0,9 %       | 30                       |
| Surfaces essentiellement agricoles interrompues par des espaces naturels importants | 4,0 %       | 134                      |
| Forêts de feuillus                                                                  | 34,0 %      | 1148                     |
| Forêts de conifères                                                                 | 14,7 %      | 494                      |
| Forêts mélangées                                                                    | 0,6 %       | 21                       |
| Forêt et végétation arbustive en mutation                                           | 1,4 %       | 47                       |
| Source : Corine Land Cover                                                          |             |                          |

L'occupation des sols montre la nette prédominance des forêts sur les terres arables et les zones urbanisées. Les forêts  occupent à elle seule 49,3 % soit près de la moitié de la surface communale. Elles sont constituées majoritairement de feuillus.

### Morphologie urbaine
La totalité des constructions sont implantées sur à peine sept pour cent du territoire au centre sud, le quart sud-ouest est intégralement consacré à l’agriculture comme l’arc entourant la route de Fontainebleau et la route de Corbeil d’est au nord. Enfin, le quart nord-ouest est couvert de la dense forêt communale et le quart nord-est par la forêt des Trois-Pignons, prémices de la vaste forêt de Fontainebleau.

### Lieux-dits, écarts et quartiers
L'espace urbain n'étant pas très étendu, aucun quartier ne se détache vraiment. Cependant, les boulevards plantés installés à l'emplacement des anciens remparts marquent encore l'emplacement du centre-ville historique. Les habitations à l’extérieur sont ainsi placées dans les faubourgs, faubourg de Melun au nord, de Paris et Saint-Pierre à l'ouest, de Fontainebleau à l'est et Saint-Blaise au sud. La rocade au nord marque aujourd’hui l'extrémité de l'urbanisation. Trois zones d’activités sont implantées à l'écart du centre-ville, le Chênet à l'ouest, la Guichère à l'est et la Maison Blanche au nord.
Au XVIIe siècle, plusieurs hameaux dépendant de Milly étaient encore cités, ils sont pour certains encore mentionnés dans le nom des rues, tel le Rousset et Saint-Pierre sur la rive gauche de la rivière, Saint-Laurent à proximité de l'actuelle zone d'activité nord et à l'ouest. Les lieux-dits le Tertre, le Corbeau, la Grange Rouge et le Rove sont encore occupés par des fermes en exploitation.

### Habitat et logement
En 2018, le nombre total de logements dans la commune était de 2 359, alors qu'il était de 2 332 en 2013 et de 2 247 en 2008.
Parmi ces logements, 85,8 % étaient des résidences principales, 4,1 % des résidences secondaires et 10 % des logements vacants. Ces logements étaient pour 76,2 % d'entre eux des maisons individuelles et pour 22 % des appartements.
Le tableau ci-dessous présente la typologie des logements à Milly-la-Forêt en 2018 en comparaison avec celle de l'Essonne et de la France entière. Une caractéristique marquante du parc de logements est ainsi une proportion de résidences secondaires et logements occasionnels (4,1 %) supérieure à celle du département (1,6 %) mais inférieure à celle de la France entière (9,7 %). Concernant le statut d'occupation de ces logements, 70,9 % des habitants de la commune sont propriétaires de leur logement (71 % en 2013), contre 58,7 % pour l'Essonne et 57,5 % pour la France entière.
| Typologie                                               | Milly-la-Forêt | Essonne | France entière |
| ------------------------------------------------------- | -------------- | ------- | -------------- |
| Résidences principales (en %)                           | 85,8           | 91,9    | 82,1           |
| Résidences secondaires et logements occasionnels (en %) | 4,1            | 1,6     | 9,7            |
| Logements vacants (en %)                                | 10             | 6,5     | 8,2            |

En 2009, soixante-cinq logements sociaux appartenant à deux bailleurs institutionnels étaient implantés sur la commune sur les deux mille quarante trois logements milliacois, soit 3,2 % du parc. La commune n'est pas dans le périmètre de la loi relative à la solidarité et au renouvellement urbains.

### Voies de communication et transports
Site commercial important dès le Moyen Âge, la commune est encore aujourd’hui à la croisée de nombreuses voies locales dont les routes départementales 837 d’Étampes à Fontainebleau, 372 vers Melun, 948 vers Corbeil-Essonnes, 105 vers La Ferté-Alais, 16 vers Nemours et 410 vers Malesherbes.

#### Infrastructures de transport
L’École n’est pas une voie navigable mais sa vallée accueille une voie de communication importante depuis longtemps, aujourd’hui matérialisée par la route départementale 948 (ancienne route nationale 448)  entre Milly-la-Forêt et Corbeil-Essonnes au nord, menant ainsi à la Seine.
Site commercial important, Milly est ainsi au carrefour de nombreuses voies routières :  Cette RD 948 se poursuit au sud-ouest pas la route départementale 410 vers Malesherbes et au sud-est par la route départementale 16 en Seine-et-Marne vers Nemours. Au nord-ouest part la petite route départementale 105 qui permet de rallier la vallée de l’Essonne à La Ferté-Alais.
Milly-la-Forêt est enfin placée sur le tracé de la longue route départementale 837 qui parcourt tout le sud du département entre Milly et Étampes et se prolonge ensuite à l’ouest vers Dourdan sous le nom de route départementale 836 et les Yvelines où elle devient RD 936, elle mène aussi à l’est de Milly vers l’est à Fontainebleau sous le numéro RD 409. Fortement fréquentée, cette RD 837 a été déviée du centre-ville et forme sur trois kilomètres la rocade nord, trois giratoires matérialisant les entrées de ville. Enfin, au nord-est se trouve la route départementale 372 qui garde le même numéro en Seine-et-Marne et mène vers Melun. Elle est aussi le point de départ de la route départementale 1 vers le sud-ouest et de la route départementale 142 vers le sud-est.
Mis à part ces axes locaux, la commune est restée à l’écart des axes majeurs, l’autoroute A6 est ainsi à sept kilomètres plus à l’est.
Les sentiers de grande randonnée GR 1, GR 11, GR 32 et GR 111 passent par la commune. Ils sont complétés par les sentiers départementaux, dont celui des vallées de l’Essonne et de l’École. La commune a été récompensée par une fleur en 2011 au concours des villes et villages fleuris.

#### Transports collectifs

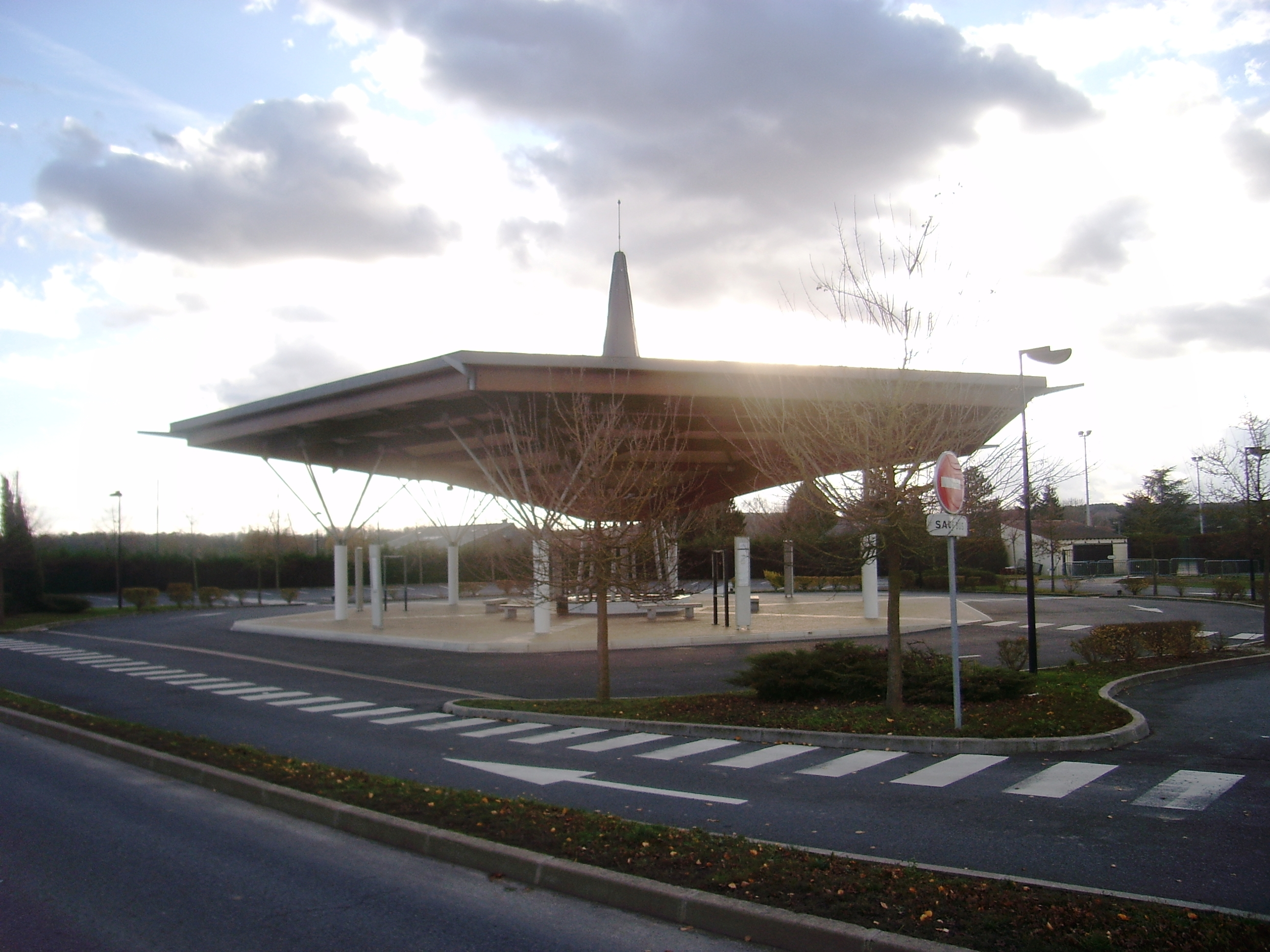
La gare routière.

Pour l'accès aux transports en commun, les gares RER les plus proches sont celles de Maisse sur la ligne D du RER, à six kilomètres à l’ouest, de Buno-Gironville à huit kilomètres au sud-ouest ou de Boutigny, toujours sur la même ligne, à huit kilomètres au nord-ouest.
Les lignes d'Autobus d'Île-de-France appartenant au réseau de bus Essonne Sud Est, desservent la commune au départ de la gare routière :
- la ligne 4341 à destination d’Avon ;
- la ligne 4342 vers Étampes ;
- la ligne 4343 vers Buno-Bonnevaux, via la gare RER D de Maisse ;
- la ligne 4344 vers Étampes par La Ferté-Alais ;
- la ligne 4349 depuis Oncy-sur-École vers Évry

Milly-la-Forêt est en outre située à trente-sept kilomètres au sud-est de l’aéroport Paris-Orly, soixante-huit kilomètres au sud de l’aéroport Paris-Charles-de-Gaulle, et pour l’aviation légère à sept kilomètres au nord-est de l’aérodrome de Buno-Bonnevaux.

## Toponymie
Le premier nom du domaine était Maurillac en gaulois, Mauriliaco sur une pièce de monnaie mérovingienne, devenu Maureliacum, Melliacum en 667, Milliacum en latin. Le toponyme Milly est relativement courant, il se rapporte le plus souvent à la présence antique d’une villa rustica possédée à l’époque gallo-romaine par un certain Milius ou Emilius. Ici, le nom fut importé en 1080 par le chevalier Adam de Milly, originaire de Milly-en-Beauvaisis et premier seigneur du lieu. Mais une charte datant de 651 mentionnait déjà l’appellation Melliacus. Au XIIIe siècle fut ajoutée la précision du lieu, Miliacum in Gastineto en 1267, donnant Milly-en-Gâtinais sans que ce ne soit officialisé. Sur requête du conseil municipal[réf. nécessaire] et par décret du 6 février 1948, il fut remplacé par Milly-la-Forêt, alors considéré plus « touristique » et pour la différencier de son homonyme Milly en Normandie[réf. nécessaire].

## Histoire

### Antiquité
D’après l’Histoire locale rédigée par dom Guillaume Morin, historiographe du Gâtinais, le bourg de Milly aurait été fondé en l’an 285 avant Jésus-Christ par Dryus, quatrième roi des Gaules comme un centre d’initiation druidique, comme en témoigne aujourd’hui le menhir de la Pierre Droite. À l’époque de la Gaule romaine, le village se trouvait alors sur la voie romaine, aujourd’hui encore matérialisée par le chemin de Grimery, des médailles romaines retrouvées en 1825 et une pièce en or à l’effigie de Faustin de Rome. En 52 avant Jésus-Christ fut installé un camp romain à l’ouest de la rivière.

### Moyen Âge
Au VIIe siècle, le domaine alors appelé Maurillacum appartenait à un certain Fulbert Ier, officier dans l’armée de Dagobert Ier, c’est ainsi que ce roi fut sacré en l’an 629 dans ce qui était alors le château de Forest. Le fils de ce Fulbert naquit en 647 et fut connu sous le nom de Wulfram de Sens. Reçu en 665 à la cour du roi Clotaire III et de la reine Bathilde, elle le persuada d’entrer dans les ordres. Cette même reine Bathilde œuvra à la création d’un Hôtel-Dieu dépendant de l’abbaye de Chelles. En 685, il légua alors la terre de Milly à l’abbaye de Saint-Wandrille de Fontenelle pour partir évangéliser la Frise, il devint ensuite archevêque de Sens. Charles Martel récupéra ces terres à la mort du saint, Milly entrait pour la première fois dans le domaine royal français.
Vers 860, la province de Gâtinais revint au comte d’Anjou, le domaine de Milly sortit du giron royal. Mais en 1068, Foulque le Rechin rendit la terre à Philippe Ier de France, le domaine fut alors cédé aux seigneurs méritants par le roi. Le premier d’entre eux fut Adam de Milly qui reçut le titre en 1080, son père étant alors vicomte de Sens. Vers 1100, sa veuve Élisabeth donna une partie du domaine située sur l’actuelle commune de Villiers-en-Bière au prieuré de Longpont. La famille de Milly obtint ses armoiries et sa devise en 1214 lorsque ses seigneurs Pierre et Guillaume de Milly se battirent au côté de Philippe Auguste pour défendre le royaume. En 1136, Guillaume de Milly donna ses terres à l’Église, ce qui permit la construction de la chapelle Saint-Blaise. En 1147, une nouvelle donation fut faite à l’abbaye de Barbeau. Un second Guillaume de Milly fit un nouveau don en 1175 à l’abbaye de Longpont avant d’épouser en 1180 Agnès de Nemours et de partir pour la cinquième croisade.
En 1283 et 1284, le roi Philippe III le Hardi vint régulièrement chasser à Milly. Le domaine passa de main en main jusqu’en 1286 où Philippe le Bel l’offrit à son chambellan Hugues II de Bouville, le domaine comprenant alors le château de Forest et les terres de Mondeville et surtout l’érection en baronnie-pairie. En 1287, par la cession par Estienne de Sully des terres, Hugues de Bouville devint propriétaire de la totalité du domaine. Au début du XIVe siècle, il fonda le chapitre de Notre-Dame, confirmé en 1304 par l’archevêque de Sens Estienne Besquart. En 1320, Blanche de Bouville épousa au château Olivier de Clisson devant le roi Philippe le Long. En 1330, les paroisses de Saint-Pierre et de Notre-Dame furent réunies. En 1337, la terre appartenait à un certain Guillaume de Meullent, puis à son frère Jean de Meulan, évêque de Meaux, de Noyon puis archevêque de Paris. En 1356, à la suite de la défaite de Poitiers, la ville fut ravagée par des pillards et en partie rasée par les Anglais. En 1371, ce sont les troupes d’Édouard de Woodstock qui prirent la ville. Le 4 juin 1366, Charles V échangea la châtellenie de Milly avec Robert de La Haye contre la baronnie de Néhou dans la Manche. En 1373, Isabelle de Meulan accorda aux Milliacois le droit de chasse sur les terres de la paroisse.

### Époque moderne

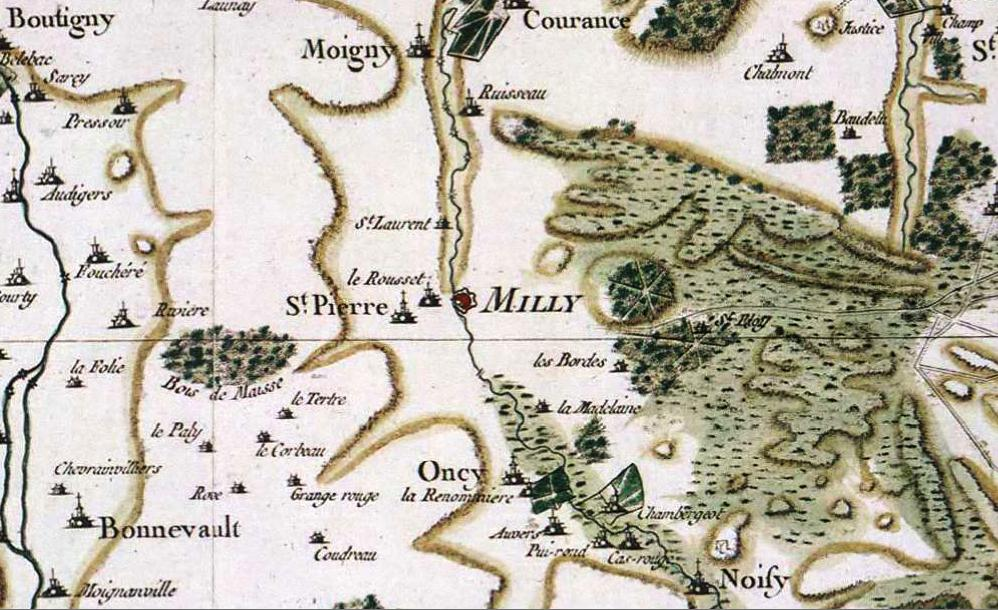
Carte de Cassini centrée sur Milly
(XVIIIe siècle).

Au XVe siècle, c’est l’amiral de France Louis Malet de Graville qui reconstruisit le château et entoura la ville de fortifications, percées de sept portes (l’une pour le château, puis porte Saint-Pierre, porte de Melun, porte de Fontainebleau, porte de Lyon, porte Saint-Jacques et porte aux Grenouilles) et obtint l’érection d’une halle en 1479. À cette époque, le comté de Milly s’étendait sur les châtellenies de Fleury, Achères, Nainville, Boutigny et Cély.
Cette reconstruction se fit autour du quartier juif, communauté importante localement, à l’origine de la prospérité commerciale du bourg. En 1495, l’amiral de Graville institua une maîtrise à la collégiale Notre-Dame, complétée en 1497 par une ferme à Nangeville. Milly était alors le premier relais sur la longue route royale de Paris à Lyon, elle disposait donc d’un relais de poste. En 1598, Henri IV qui séjournait à Fontainebleau descendit à l’hôtel du Lion d’Or place du marché. À la mort de Gabrielle d'Estrées, il continua à passer par Milly, sur la route de Malesherbes pour se rendre chez sa maîtresse Henriette d’Entragues. L’importance commerciale de la commune décrut dès le XVIIe siècle lorsque Louis XIV décida de dévier la route de Paris à Lyon par Fontainebleau. En 1759, l’hôtel-Dieu fut reconstruit, mais en 1787, il ne disposait plus que de six lits. En 1781, le 19 août puis le 17 septembre, deux orages entraînèrent des inondations dans le faubourg Saint-Pierre. En 1792, les biens de l’hôtel-Dieu furent confisqués.

### Histoire contemporaine
En 1831, au cours de la seconde pandémie de choléra, trente-neuf Milliacois moururent des suites de la maladie. En 1857 fut institutionnalisée la fête patronale communale Saint-Pierre.
Durant la Guerre franco-allemande de 1870, des combats eurent lieu entre des francs-tireurs et les troupes prussiennes le 26 septembre, des habitants furent pris en otage et rendus contre une rançon de vingt mille francs-or. En 1871, une kommandantur fut installée dans le château.
Le 27 octobre 1895 fut inauguré l’hôtel de ville.
L’eau courante fut installée en ville le 30 août 1905 avec la construction d’un château d’eau sur l’actuel boulevard du Maréchal-Joffre.
Le 1er avril 1910 démarra l’exploitation de la ligne de tramway Milly-Melun par la société du Tramway Sud de Seine-et-Marne. Le 22 septembre 1912 fut inaugurée la gare de Milly sur la ligne de la CGB sur la ligne entre Arpajon, Étampes, Milly et Corbeil ouverte le 20 octobre.
En 1915, les premier et quatrième régiments de zouaves installèrent leur centre de formation à Milly-la-Forêt avec près de trois mille soldats. En 1917, le centre d’instruction de Milly reçut les troupes américaines.
L’année 1923 vit la halle bénéficier d’un classement aux monuments historiques, suivie en 1926 par la collégiale. Le 31 août 1930 se tint la Fête d’aviation de Milly.
Le 31 juillet 1938 fut fermée la ligne de tramway vers Melun.
Durant la Seconde Guerre mondiale, la plaine de Chanfroy, dans le massif des Trois-Pignons fut le théâtre d’exécutions d’otages perpétrées par la Gestapo de Melun. Le 21 juillet 1944, vingt-deux détenus y furent abattus, suivis le 17 août de quatorze camarades. Les corps ne furent retrouvés que le 7 décembre 1944 par des soldats américains.
La ligne du CGB fut fermée le 1er juillet 1949 mais l’exploitation entre Maisse et Milly perdura jusqu’en 1953. E
En mars 1955, Jean Cocteau, Milliacois d’adoption devint académicien. Le 24 décembre 1960 fut inauguré par le sous-préfet et le sénateur Édouard Bonnefous le nouvel hôtel des Postes.
Tous les ans depuis 1996, Milly-la-Forêt accueille le marché de l’herboriste : un week-end entier dédié aux plantes qui ont fait la réputation du bourg. Car cette commune de l’Essonne, nichée dans le parc naturel régional du Gâtinais français, est la capitale historique des herbes médicinales.
En 2007, une parcelle de maïs transgénique fut découverte à Milly-la-Forêt.

## Politique et administration

### Rattachements administratifs et électoraux

#### Rattachements administratifs
Antérieurement à la loi du 10 juillet 1964, la commune faisait partie du département de Seine-et-Oise. La réorganisation de la région parisienne en 1964 fit que la commune appartient désormais au département de l'Essonne et à son arrondissement d'Évry après un transfert administratif effectif au 1er janvier 1968.
Elle était le chef-lieu du canton de Milly-la-Forêt de Seine-et-Oise puis de l'Essonne. Dans le cadre du redécoupage cantonal de 2014 en France, cette circonscription administrative territoriale a disparu, et le canton n'est plus qu'une circonscription électorale.

#### Rattachements électoraux
Pour les élections départementales, la commune est membre depuis 2014 du canton de Mennecy
Pour l'élection des députés, elle fait partie de la deuxième circonscription de l'Essonne.

### Intercommunalité
Milly-la-Forêt est le siège de la communauté de communes des 2 Vallées, un établissement public de coopération intercommunale (EPCI) à fiscalité propre créé fin 2001 et auquel la commune a transféré un certain nombre de ses compétences, dans les conditions déterminées par le code général des collectivités territoriales.
Cette intercommunalité succède à  l'ancien district de Milly-la-Forêt créé le 20 avril 1973,

### Tendances politiques et résultats
L’analyse des derniers résultats électoraux de Milly-la-Forêt démontre une vie politique et un électorat majoritairement et relativement fortement ancrés à droite. En 2007, les Milliacois ont ainsi plébiscité le candidat Nicolas Sarkozy, lui donnant dix points de plus que la moyenne nationale (53,06 %) mais votant de manière moins marquée pour le député sortant Franck Marlin (54,99 % sur la circonscription).
Cette tendance au vote de droite s’est aussi manifestée en 2004, à l’encontre des résultats nationaux des élections européennes, régionales et cantonales, remportées par la gauche sur le plan national mais où les candidats UMP arrivèrent en tête à Milly-la-Forêt, le conseiller général remportant une plus large victoire sur la candidate socialiste que dans le reste du canton (62,40 %). De la même manière, le maire sortant UMP pourtant opposé à une liste divers droite dissidente fut réélu dès le premier tour avec le score de 61,12 % des votants. Le relatif conservatisme des Milliacois intervint aussi lors des deux référendum sur des questions européennes, les électeurs rejetant le Traité de Rome en 2005 à 51,73 % et le Traité de Maastricht en 1992 à 56,28 %. Ces résultats sont par ailleurs fortement significatifs au vu de la relativement importante participation à l’ensemble des scrutins, toujours proche ou supérieure à 60 %, exception faite de l’élection européenne de 2004.
L'extrême-droite y est relativement haute, puisqu'elle y surpasse généralement ses scores nationaux. Si Marine Le Pen se classe troisième à Milly-la-Forêt au premier tour de l'élection présidentielle de 2017 (alors qu'elle se classe deuxième sur le plan national), son score dans la commune (22,44 %) est supérieur à son score national (21,3%). Son score dans la commune au second tour est lui aussi supérieur (37,32 %) à son score sur l'ensemble du territoire français (33,90 %). À la présidentielle de 2012, son score est de 19.35 %, également supérieur à son score national (17,90 %). À la présidentielle de 2007, Jean-Marie Le Pen obtient 11.99 %, contre 10,44 % au niveau national. À la présidentielle de 2007, Jean-Marie Le Pen obtient 18,27 %, contre 16,86 % au niveau national.

#### Élections présidentielles, résultats des deuxièmes tours
- Élection présidentielle de 2002 : 81,00 % pour Jacques Chirac (RPR), 19,00 % pour Jean-Marie Le Pen (FN), 81,35 % de participation[53].
- Élection présidentielle de 2007 : 63,14 % pour Nicolas Sarkozy (UMP), 36,86 % pour Ségolène Royal (PS), 87,28 % de participation[54].
- Élection présidentielle de 2012 : 60,47 % pour Nicolas Sarkozy (UMP), 39,53 % pour François Hollande (PS), 85,00 % de participation[55].

#### Élections législatives, résultats des deuxièmes tours
- Élections législatives de 2002 : 66,70 % pour Franck Marlin (UMP), 33,30 % pour Gérard Lefranc (PCF), 58,30 % de participation[56].
- Élections législatives de 2007 : 53,36 % pour Franck Marlin (UMP) élu au premier tour, 15,50 % pour Marie-Agnès Labarre (PS), 64,98 % de participation[57].
- Élections législatives de 2012 : 62,26 % pour Franck Marlin (UMP), 37,74 % pour Béatrice Pèrié (PS), 59,41 % de participation[58].

#### Élections européennes, résultats des deux meilleurs scores
- Élections européennes de 2004 : 19,15 % pour Patrick Gaubert (UMP), 18,35 % pour Harlem Désir (PS), 46,62 % de participation[59].
- Élections européennes de 2009 : 35,81 % pour Michel Barnier (UMP), 16,15 % pour Daniel Cohn-Bendit (Europe Écologie), 42,94 % de participation[60].
- Élections européennes de 2014 : 27,53 % pour Aymeric Chauprade (FN), 23,02 % pour Alain Lamassoure (UMP), 47,70 % de participation[61].

#### Élections régionales, résultats des deux meilleurs scores
- Élections régionales de 2004 : 47,97 % pour Jean-François Copé (UMP), 37,71 % pour Jean-Paul Huchon (PS), 67,83 % de participation[62].
- Élections régionales de 2010 : 52,92 % pour Valérie Pécresse (UMP), 47,08 % pour Jean-Paul Huchon (PS), 50,47 % de participation[63].

#### Élections cantonales, résultats des deuxièmes tours
- Élections cantonales de 2004 : 63,50 % pour Jean-Jacques Boussaingault (UMP), 36,50 % pour Martine Stehlin (PS), 67,62 % de participation[64].
- Élections cantonales de 2011 : 59,46 % pour Jean-Jacques Boussaingault (UMP), 40,54 % pour Marie-Anne Bachelerie (PS), 44,86 % de participation[65].

#### Élections municipales
Au premier tour des élections municipales de 2008 : 61,12 % pour la liste UMP menée par le maire sortant François Orcel, qui devance largement celles DVD menée par Éric Zonta (19,66 %) et celle DVG menée par Gérard Meydiot  (19,22 %).
Lors de ce scrutin, 31,03 % des électeurs se sont abstenus.
Au premier tour des élections municipales de 2014 dans l'Essonne, la liste DVD menée par le maire sortant François Orcel obtient la majorité absolue des suffrages exprimés, avec 1 485 voix (74,51 % , 24 conseillers municipaux élus dont 4 communautaires), devançant très largement celle DVG menée par Gérard Meydiot qui a recueilli 508 voix (25,48 %, 3 conseillers municipaux élus).
Lors de ce scrutin, 39,54 % des électeurs se sont abstenus. 
Au second tour des élections municipales de 2020 dans l'Essonne, la liste SE-DVD menée par le maire sortant Patrice Sainsard — qui a succédé en 2016 à François Orcel, démissionnaire — obtient 642 voix (38,03 %, 19 conseillers municipaux dont 6 communautaires, devançant largement celles menées respectivement par : 

-  Vincent Damasiewicz (SE, 459 voix, 27,19 %, 4 conseillers municipaux élus dont 1 communautaire) ;

- Violaine Papi, ancienne conseillère municipale d'opposition  (SE, 363 voix, 21,50 %, 3 conseillers municipaux élus dont 1  communautaire) ;

- Catherine Estrade, ancienne maire adjointe (SE, 125 voix, 7,40 %, 1 conseiller municipal élu) ;

- Daniel Steigelmann, ancien conseiller municipal d'opposition (SE, 99 voix, 5,86 %, pas d'élus).

Lors de ce scrutin marqué par la pandémie de Covid-19 en France, 52,22 % des électeurs se sont abstenus.

#### Référendums
- Référendum de 2000 relatif au quinquennat présidentiel : 72,02 % pour le Oui, 27,98 % pour le Non, 33,27 % de participation[71].
- Référendum de 2005 relatif au traité établissant une Constitution pour l’Europe : 51,73 % pour le Non, 48,27 % pour le Oui, 72,53 % de participation[72].

### Liste des maires
Quarante-neuf maires se sont succédé à la tête de l’administration municipale de Milly-la-Forêt depuis l’élection du premier en 1789.

### Instances de démocratie participative
Un conseil municipal junior participe à la vie communale[réf. nécessaire]

### Jumelages
| Forest Row Morsbach (Allemagne) Milly-la-Forêt |

La commune a développé des associations de jumelage avec :
- Forest Row (Royaume-Uni) depuis 1991, située à 347 kilomètres[85] ;
- Morsbach (Allemagne) depuis 1970, située à 468 kilomètres[86].

## Équipements et services publics

### Enseignement

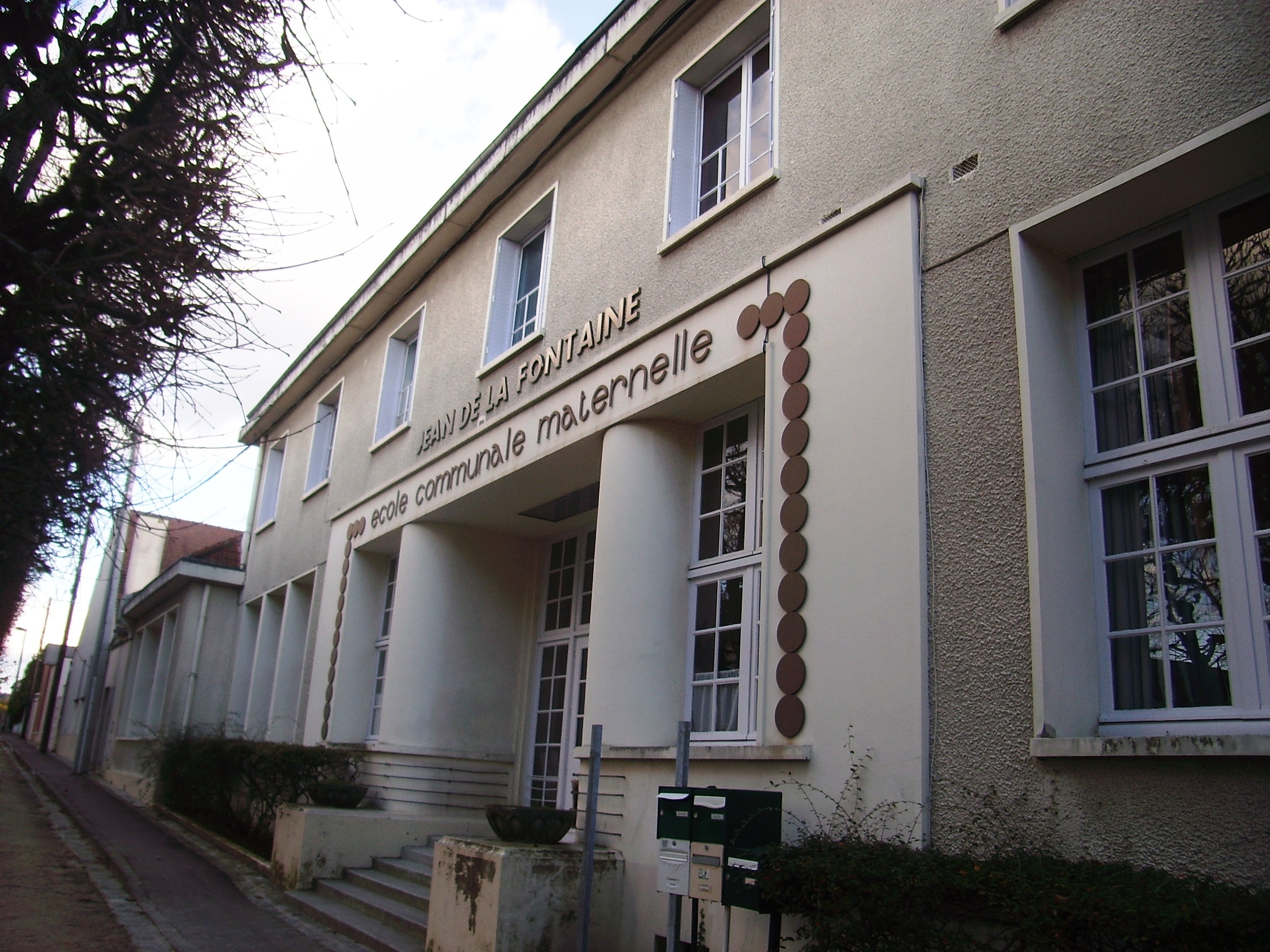
L’école Jean-de-La Fontaine.

Les établissements scolaires de Milly-la-Forêt sont rattachés à l’académie de Versailles.
Elle dispose en 2008 de l’école maternelle Jean-de-La Fontaine et des écoles élémentaires Jean-Cocteau et Julie-Daubié.
La scolarisation se poursuit dans le collège Jean-Rostand. Les plus proches lycées sont implantés à Étampes, mais ceux de Fontainebleau sont effectivement plus fréquentés. Les adolescents milliacois sont rattachés au lycée de Cerny, un des lycées d'excellence du Sud-Essonne.
Un centre de loisirs appelé le Square aux Enfants accueille les enfants, complété par le centre de loisirs intercommunal.

### Santé
En 2008, la commune dispose sur son territoire d’un établissement d'hébergement pour personnes âgées dépendantes de soixante-quatorze lits avec la maison de retraite Notre-Dame-d’Espérance. Les urgences sont traitées par le Smur de Corbeil-Essonnes, les malades sont dirigés vers le centre hospitalier Sud Francilien. Quinze médecins, sept chirurgiens-dentistes, six infirmières et deux pharmacies sont installés sur la commune.

### Solidarité
La commune dispose d’une caisse des écoles et d’un centre communal d'action sociale.
En 2008, la caisse d’allocations familiales dispose d’un point d’accueil dans la commune.

### Équipements sportifs
La commune est dotée d’un parc des sports équipé d’un gymnase, d’une piste d’athlétisme, de six courts de tennis dont deux couverts de deux terrains de football en herbe dont un d’honneur et un dojo. Une piscine était utilisée, construite durant les années 1970 dans le cadre du programme « Mille piscines », devenue trop onéreuse à l’entretien, elle fut fermée en août 2008. Dix-neuf associations permettent la pratique sportive dans la commune et alentours. Un centre équestre est implanté sur la commune. Un centre de grimpe d'arbres propose soixante parcours dans la vaste forêt communale.

### Postes et télécommunications

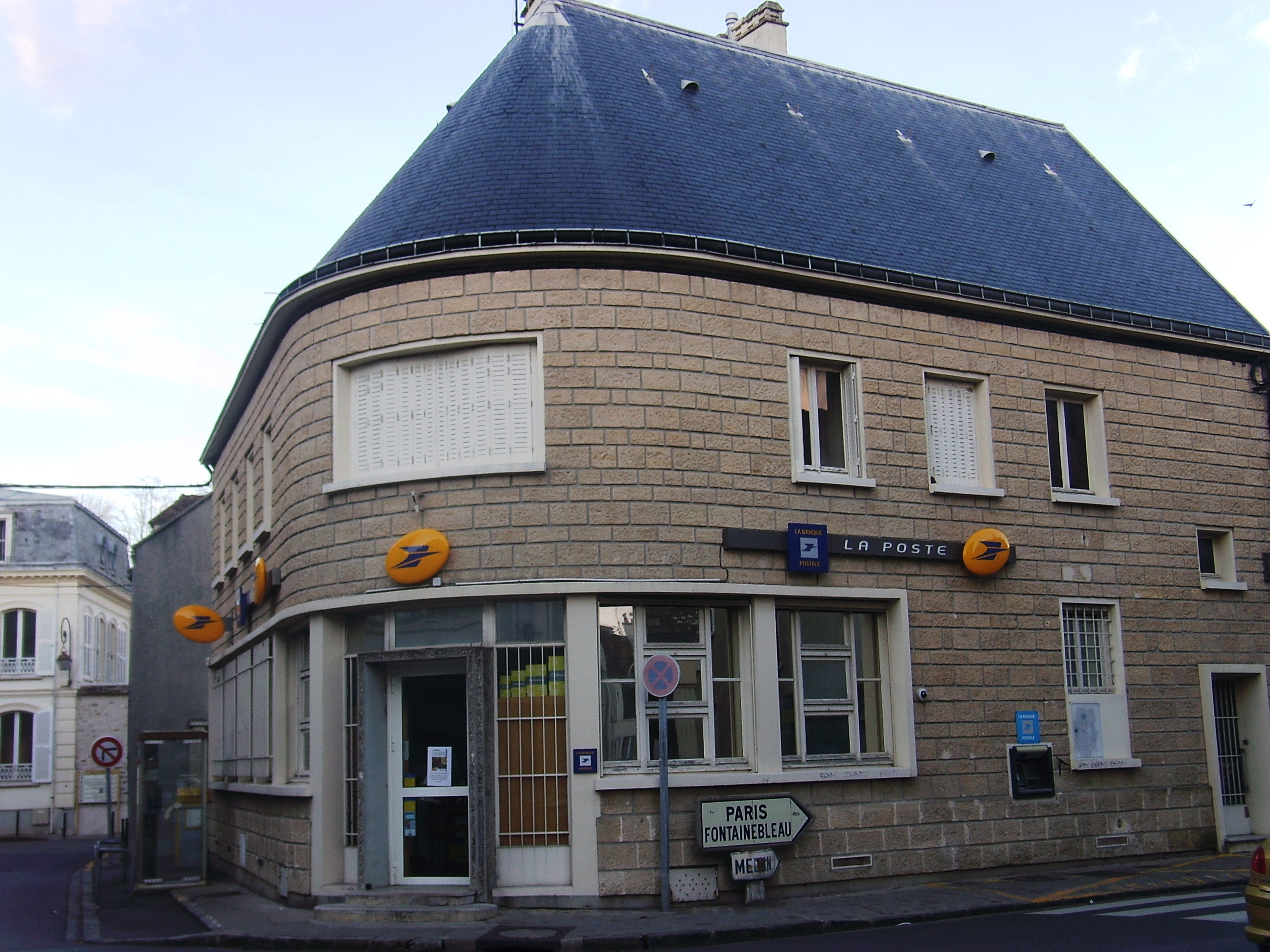
L’hôtel des Postes.

En 2008, un bureau de poste est implantée en centre-ville.

### Justice, sécurité, secours et défense
En 2008, la sécurité du lieu est assurée par une brigade de gendarmerie, une Police Municipale et un centre de secours volontaire.
Une étude notariale est installée sur la commune.
L’organisation judiciaire rattache les justiciables milliacois au tribunal d’instance, de grande instance, de commerce et au conseil de prud’hommes d’Évry, tous rattachés à la cour d'appel de Paris

## Population et société

### Démographie

#### Évolution démographique
L'évolution du nombre d'habitants est connue à travers les recensements de la population effectués dans la commune depuis 1793. Pour les communes de moins de 10 000 habitants, une enquête de recensement portant sur toute la population est réalisée tous les cinq ans, les populations de référence des années intermédiaires étant quant à elles estimées par interpolation ou extrapolation. Pour la commune, le premier recensement exhaustif entrant dans le cadre du nouveau dispositif a été réalisé en 2007.

En 2022, la commune comptait 4 582 habitants, en évolution de −1,84 % par rapport à 2016 (Essonne : +2,89 %, France hors Mayotte : +2,11 %).
| 1793  | 1800  | 1806  | 1821  | 1831  | 1836  | 1841  | 1846  | 1851  |
| ----- | ----- | ----- | ----- | ----- | ----- | ----- | ----- | ----- |
| 1 637 | 1 905 | 1 815 | 1 836 | 1 941 | 2 020 | 2 023 | 2 133 | 2 208 |

| 1856  | 1861  | 1866  | 1872  | 1876  | 1881  | 1886  | 1891  | 1896  |
| ----- | ----- | ----- | ----- | ----- | ----- | ----- | ----- | ----- |
| 2 209 | 2 258 | 2 260 | 2 281 | 2 306 | 2 280 | 2 277 | 2 254 | 2 276 |

| 1901  | 1906  | 1911  | 1921  | 1926  | 1931  | 1936  | 1946  | 1954  |
| ----- | ----- | ----- | ----- | ----- | ----- | ----- | ----- | ----- |
| 2 379 | 2 433 | 2 416 | 2 229 | 2 614 | 2 598 | 2 589 | 2 523 | 2 609 |

| 1962  | 1968  | 1975  | 1982  | 1990  | 1999  | 2006  | 2007  | 2012  |
| ----- | ----- | ----- | ----- | ----- | ----- | ----- | ----- | ----- |
| 3 040 | 3 180 | 3 492 | 3 795 | 4 307 | 4 601 | 4 728 | 4 746 | 4 788 |

| 2017  | 2022  | - | - | - | - | - | - | - |
| ----- | ----- | - | - | - | - | - | - | - |
| 4 609 | 4 582 | - | - | - | - | - | - | - |

Site commercial important par sa halle et sa production agricole, située au carrefour d’axes routiers importants, Milly-la-Forêt fut tôt un bourg important à la limite de l’Île-de-France et de l’Orléanais. Dès le premier recensement des personnes intervenu en 1793, la commune comptait déjà mille six cent trente-sept Milliacois. Elle fut promue chef-lieu de canton dès la Révolution, et la population crût rapidement pour atteindre mille neuf cent cinq habitants au début du XIXe siècle. Après une perte de quatre-vingt-dix personnes en six ans, la croissance reprit progressivement, dépassant les deux mille âmes en 1836, insensible à la guerre de 1870 dans sa progression mais connaissant une nouvelle baisse lors du recensement de 1881, en passant de deux mille trois cent six habitants à deux mille deux cent quatre-vingts, puis deux mille deux cent cinquante-quatre en 1891. La progression reprit pour atteindre deux mille trois cent soixante dix-neuf personnes en 1901, toutefois stoppée par les lourdes pertes de la Première Guerre mondiale, la population n’étant plus que de deux mille deux cent vingt-neuf hommes et femmes en 1921. Après un pic en 1926 à deux mille six cent quatorze personnes, elle décrut à nouveau dès 1931, chute aggravée par la Seconde Guerre mondiale pour atteindre le dernier point bas à deux mille cinq cent vingt-trois résidents en 1946, et croître rapidement ensuite, dépassant les trois mille Milliacois en 1962, les quatre mille en 1990 pour atteindre quatre mille sept cent vingt-huit personnes décomptées lors du recensement en 2006. La population étrangère n’a que peu d’impact sur cette progression, elle ne représentait en effet que 4,9 % des Milliacois en 1999.

#### Pyramide des âges
En 2018, le taux de personnes d'un âge inférieur à 30 ans s'élève à 29,2 %, soit en dessous de la moyenne départementale (39,9 %). À l'inverse, le taux de personnes d'âge supérieur à 60 ans est de 33,4 % la même année, alors qu'il est de 20,1 % au niveau départemental.
En 2018, la commune comptait 2 193 hommes pour 2 413 femmes, soit un taux de 52,39 % de femmes, légèrement supérieur au taux départemental (51,02 %).
Les pyramides des âges de la commune et du département s'établissent comme suit.
| Hommes | Classe d’âge | Femmes |
| ------ | ------------ | ------ |
| 0,8    | 90 ou +      | 2,8    |
| 8,2    | 75-89 ans    | 12,7   |
| 21,2   | 60-74 ans    | 20,8   |
| 20,4   | 45-59 ans    | 19,6   |
| 17,5   | 30-44 ans    | 17,4   |
| 14,1   | 15-29 ans    | 12,5   |
| 17,8   | 0-14 ans     | 14,2   |

| Hommes | Classe d’âge | Femmes |
| ------ | ------------ | ------ |
| 0,5    | 90 ou +      | 1,4    |
| 5,4    | 75-89 ans    | 7,2    |
| 12,9   | 60-74 ans    | 13,9   |
| 20     | 45-59 ans    | 19,4   |
| 19,9   | 30-44 ans    | 20,1   |
| 20     | 15-29 ans    | 18,2   |
| 21,3   | 0-14 ans     | 19,8   |

### Lieux de culte

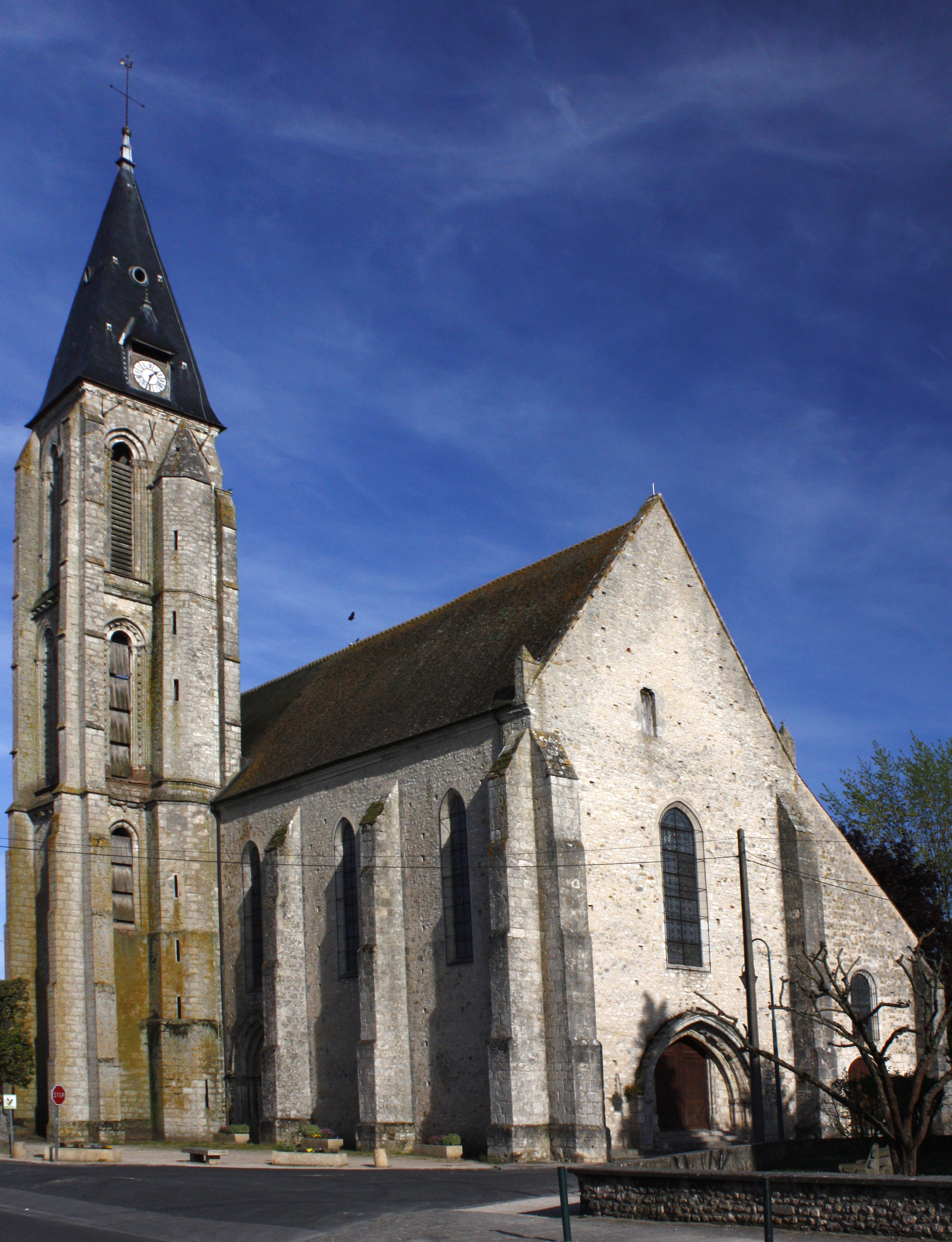
La collégiale Notre-Dame-de-l’Assomption.

En 2008, la paroisse catholique et le secteur pastoral catholiques sont rattachés au diocèse d'Évry-Corbeil-Essonnes. L’église paroissiale est la collégiale Notre-Dame-de-l’Assomption placée sous l’invocation de l’assomption de la Vierge Marie. La chapelle Saint-Blaise-des-Simples, décorée par Cocteau, n’est plus aujourd’hui utilisée pour le culte.
La fête patronale se tient le dimanche suivant le 29 juin et le saint patron de la paroisse est saint Pierre.

### Médias
L'hebdomadaire Le Républicain diffuse une édition pour le Sud-Essonne qui traite en partie des informations du secteur. La chaîne de télévision régionale Télif, qui a repris les programmes de Téléssonne, diffuse des informations locales sur le réseau satellite et ADSL. S’ajoute la chaîne France 3 Paris Île-de-France Centre disponible dans tout le Bassin parisien.

## Économie

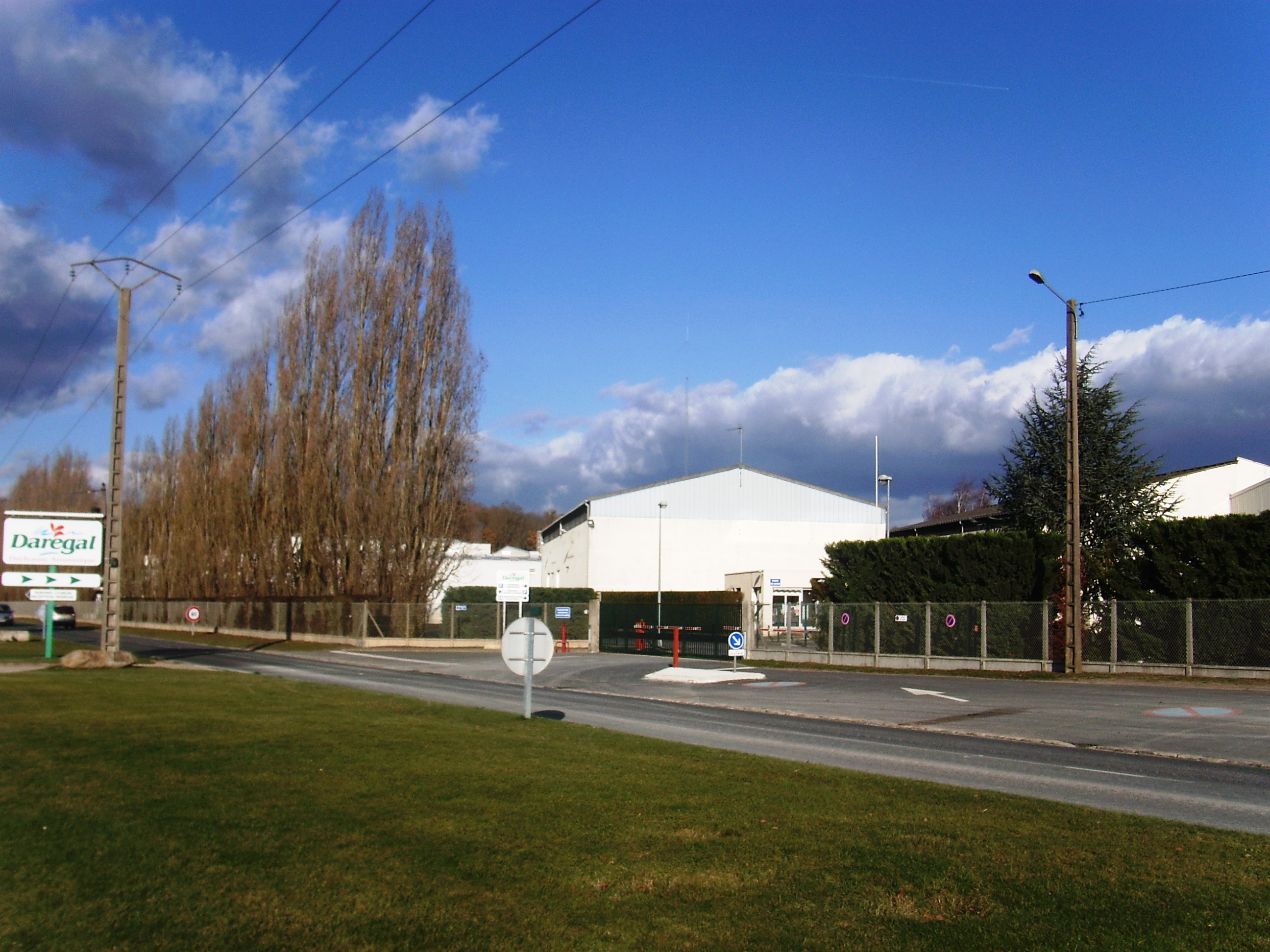
L’usine Daregal à Milly-la-Forêt.

Milly-la-Forêt est intégrée par l’Insee à la zone d’emploi d’Évry qui rassemble soixante six communes et 271 329 habitants, les Milliacois représentaient 1,7 % de cette population en 1999. Le principal employeur de la commune en 2004 était l’entreprise familiale Daregal, créée en 1887, avec un effectif supérieur à deux cents personnes, loin devant la municipalité et le collège, signe de l’activité principale de la commune encore tournée vers la culture d’herbes aromatiques. La population active comptait en 1999 2 091 personnes, dont quatre-vingt-dix étaient agriculteurs et vingt-quatre exploitants, vingt exploitations se répartissant quatre-vingts hectares du territoire, neuf exploitations étant dévolues aux grandes cultures et sept au maraîchage. Comme dans le reste de la région, le secteur tertiaire est cependant majoritaire, concentrant 71,3 % des emplois dont 17,6 % pour les seuls commerces présents en centre-ville.
Le tourisme représente une part importante de l’économie communale, avec la présence de la forêt, du conservatoire national des plantes à parfum, médicinales, aromatiques et industrielles et des divers monuments, c’est ainsi cent vingt-quatre habitations recensées comme résidences secondaires soit 6,2 % du parc en 1999. La commune dispose en sus d’un camping trois étoiles avec deux cent trente-huit emplacements. Un office de tourisme a été développé à l’échelle du canton. Trois cent soixante-cinq entreprises étaient implantées à Milly-la-Forêt en 2007, réparties en centre-ville, et dans la zone d'activité du Chênet implantée en 1979 qui accueille une déchèterie du Siredom et de la Maison Blanche. Un marché se tient les jeudis après-midi en centre-ville.

### Emplois, revenus et niveau de vie
Ce tissu local permet ainsi à la commune de revendiquer un taux de chômage relativement faible de 8 % en 1999, quatre-vingt-quatre personnes étant à la recherche d’un emploi en 2007.
La majeure partie des actifs occupant un emploi appartenaient en 1999 à la catégorie des employés, suivis par les professions intermédiaires puis les cadres. Cette situation permettait aux ménages milliacois de disposer d’un revenu net imposable moyen établi à 21 477 euros en 2005 composé à 63,5 % de revenus salariaux, avec une part de foyers fiscaux non imposés à seulement 35,3 %. Cette situation privilégiée se retrouve dans le tissu immobilier, 78,6 % des résidences étant des maisons particulières, propriétés de l’occupant à 68,5 % et comptant en majorité cinq pièces ou plus. Le revenu fiscal médian par ménage était en 2006 de 20 951 euros, ce qui plaçait Milly-la-Forêt au 2 162e rang parmi les 30 687 communes de plus de cinquante ménages en métropole et au cent quarante-cinquième rang départemental.
| Répartition des emplois par catégorie socioprofessionnelle en 2006. |              |                                           |                                                   |                            |                          |                           |
|                                                                     | Agriculteurs | Artisans, commerçants, chefs d’entreprise | Cadres et professions intellectuelles supérieures | Professions intermédiaires | Employés                 | Ouvriers                  |
| Milly-la-Forêt                                                      | 1,5 %        | 6,5 %                                     | 18,3 %                                            | 22,2 %                     | 27,8 %                   | 23,8 %                    |
| Zone d’emploi d’Évry                                                | 0,3 %        | 4,0 %                                     | 20,2 %                                            | 29,6 %                     | 28,2 %                   | 17,7 %                    |
| Moyenne nationale                                                   | 2,2 %        | 6,0 %                                     | 15,4 %                                            | 24,6 %                     | 28,7 %                   | 23,2 %                    |
| Répartition des emplois par secteur d'activité en 2006.             |              |                                           |                                                   |                            |                          |                           |
|                                                                     | Agriculture  | Industrie                                 | Construction                                      | Commerce                   | Services aux entreprises | Services aux particuliers |
| Milly-la-Forêt                                                      | 4,1 %        | 21,5 %                                    | 11,2 %                                            | 14,1 %                     | 8,4 %                    | 8,3 %                     |
| Zone d’emploi d’Évry                                                | 0,9 %        | 13,5 %                                    | 5,4 %                                             | 14,6 %                     | 16,2 %                   | 6,9 %                     |
| Moyenne nationale                                                   | 3,5 %        | 15,2 %                                    | 6,4 %                                             | 13,3 %                     | 13,3 %                   | 7,6 %                     |
| Sources : Insee                                                     |              |                                           |                                                   |                            |                          |                           |

## Culture locale et patrimoine

### Patrimoine architectural
Un menhir appelé la Pierre Droite est classé au titre des monuments historiques depuis 1974.
Un circuit pédestre balisé développé par l’office de tourisme local parcourt la commune. Il permet de découvrir les divers monuments communaux.
Plusieurs édifices sont classés ou inscrits au titre des monuments historiques, la chapelle Saint-Blaise-des-Simples du XIIe siècle décorée en 1959 par Jean Cocteau et classée en 1982, le château du XIIIe siècle, remanié aux XVe et XVIe siècles, intégré au vaste domaine de La Bonde est inscrit en 1972, la collégiale Notre-Dame-de-l’Assomption inscrite en 1926, la halle construite en 1479 et classée en 1923, la maison de Jean Cocteau rue du Lau dont la façade romane est inscrite depuis 1969 et la cave de l’hôtel Moutier de Péronne des XIIIe et XIVe siècles inscrite depuis 1984.
Le Cyclop, œuvre monumentale collective à l’initiative de Jean Tinguely et Niki de Saint Phalle, donné à la République française et inauguré le 24 mai 1994, constitue à lui seul une part importante du patrimoine historique de la commune.
La porte du Moustier de Péronne, vestige du domaine de Fulbert Ier, le colombier du domaine, la croix Saint-Jacques marquant l’emplacement de l’antique église, l’hôtel de ville construit en 1895 et les lavoirs du château, du Coul’d’Eau et de la Bonde complètent ce patrimoine.

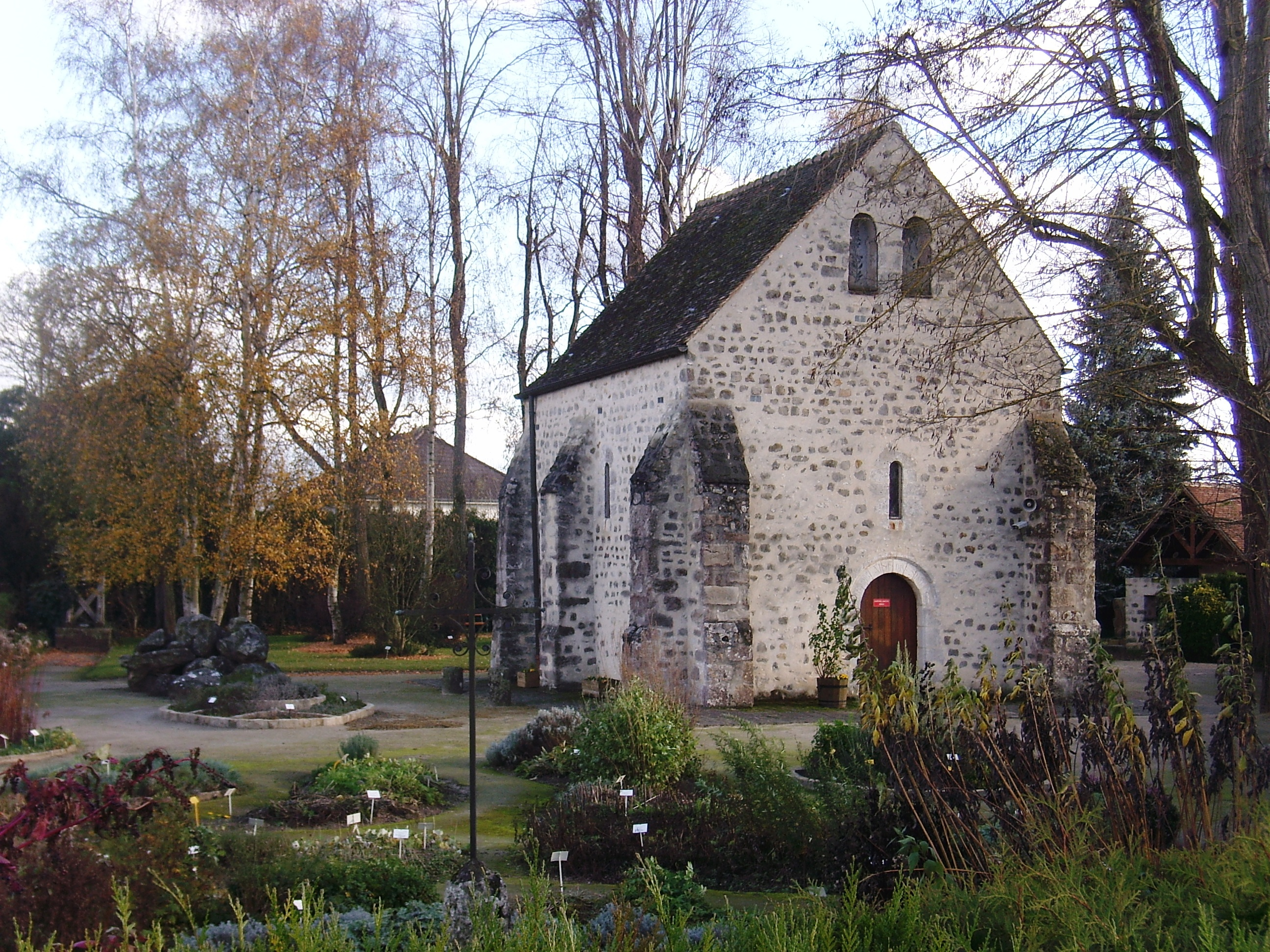
La chapelle Saint-Blaise-des-Simples.
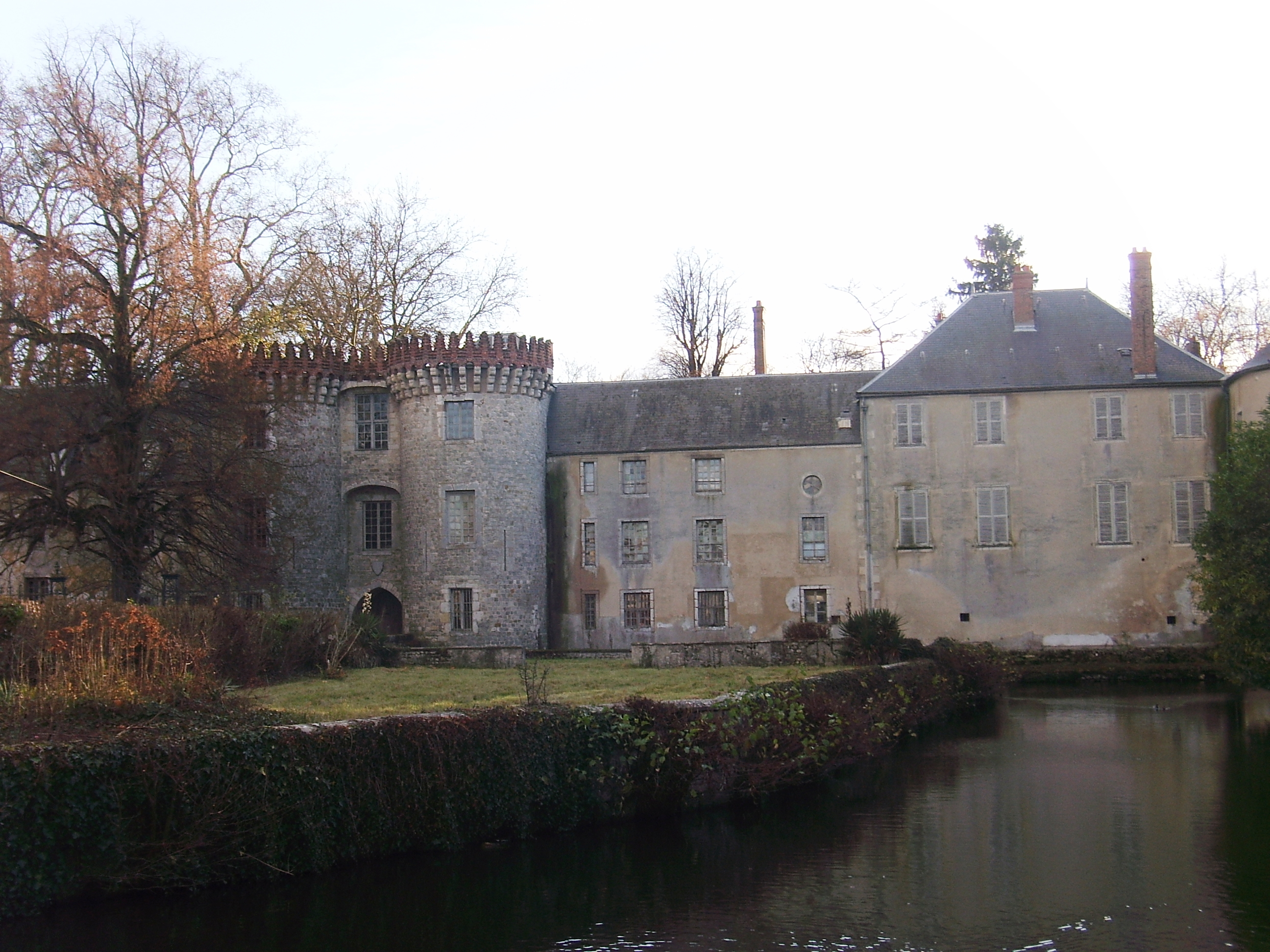
Le château.
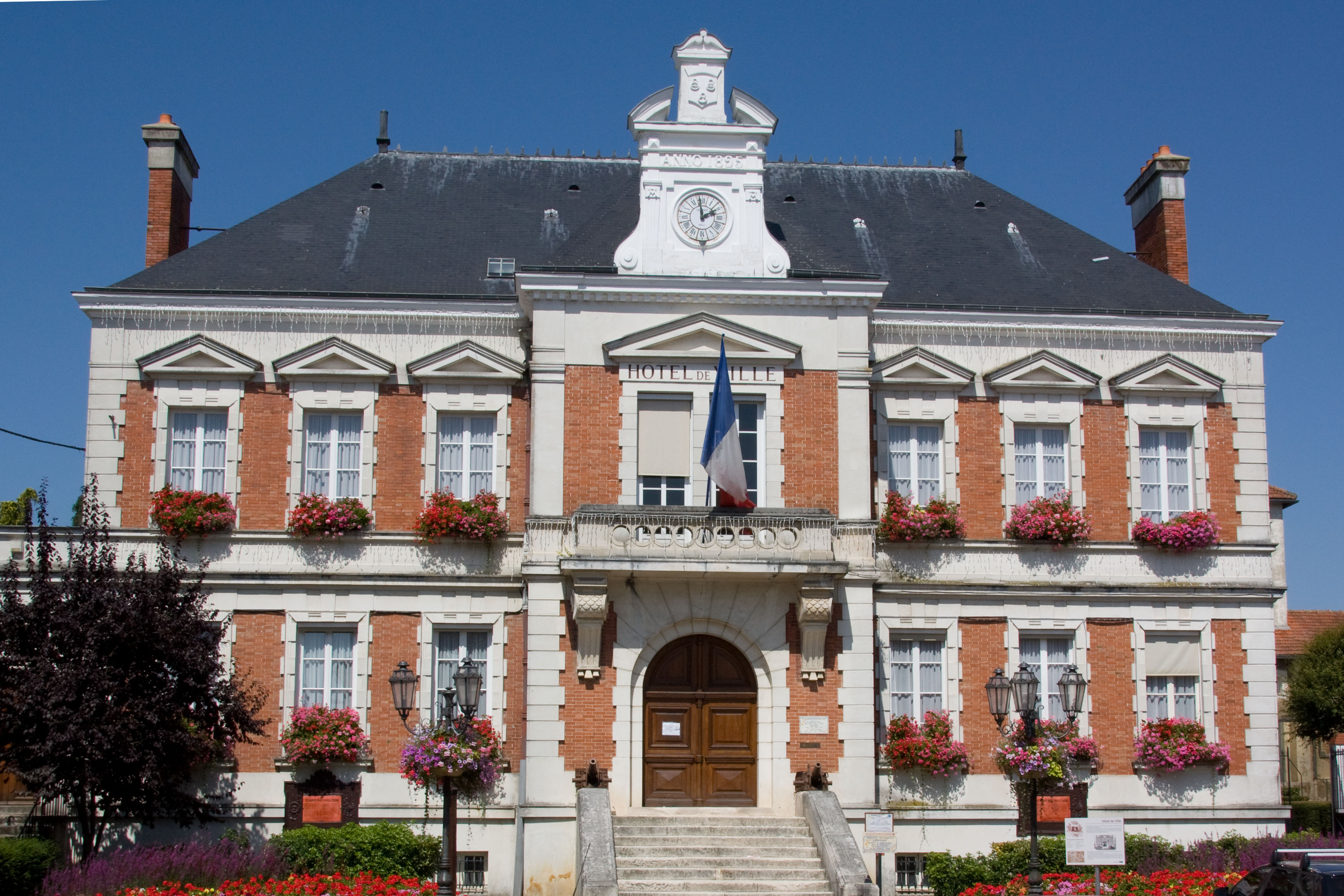
L'Hôtel de ville.
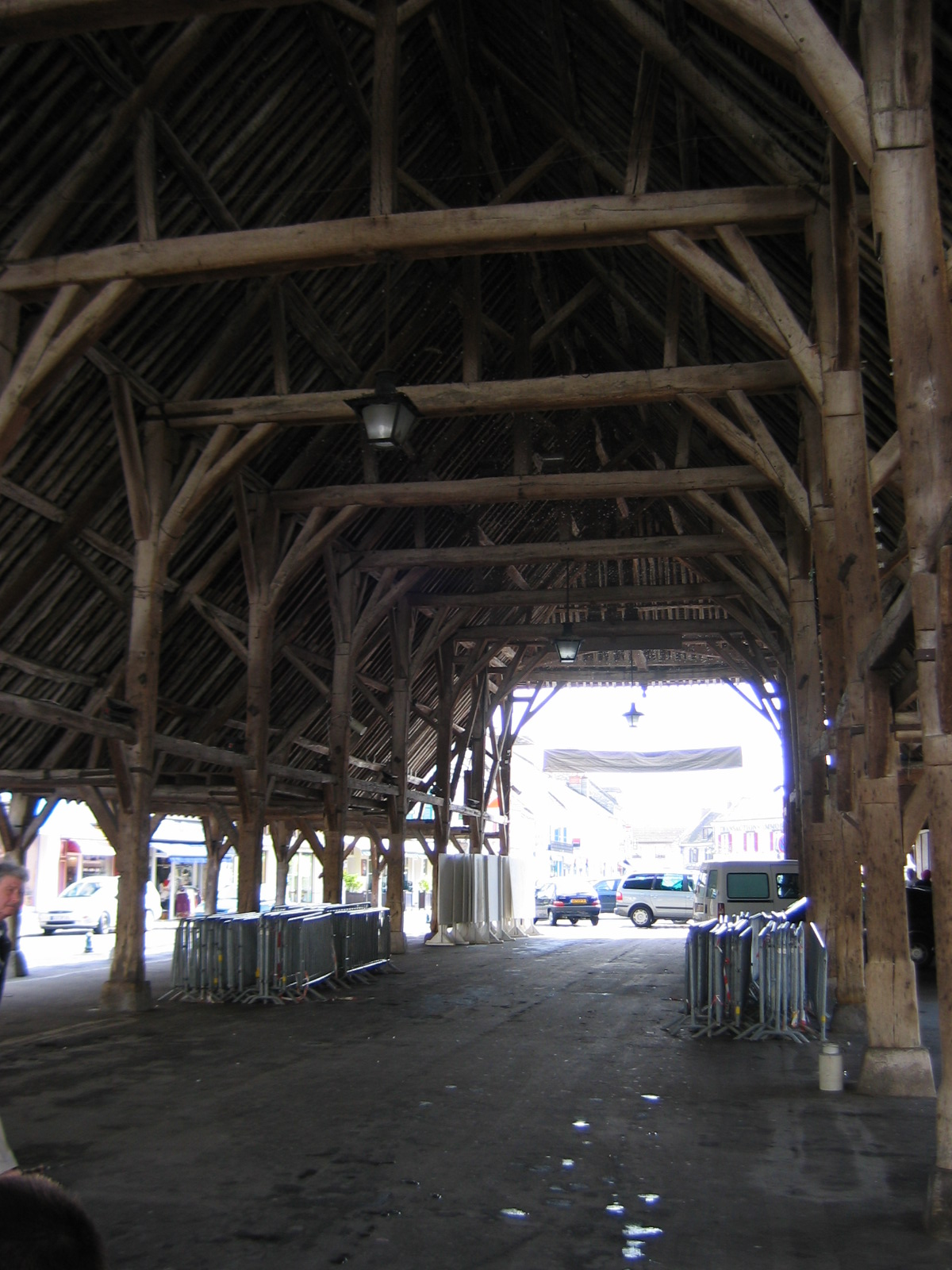
La charpente de la halle.
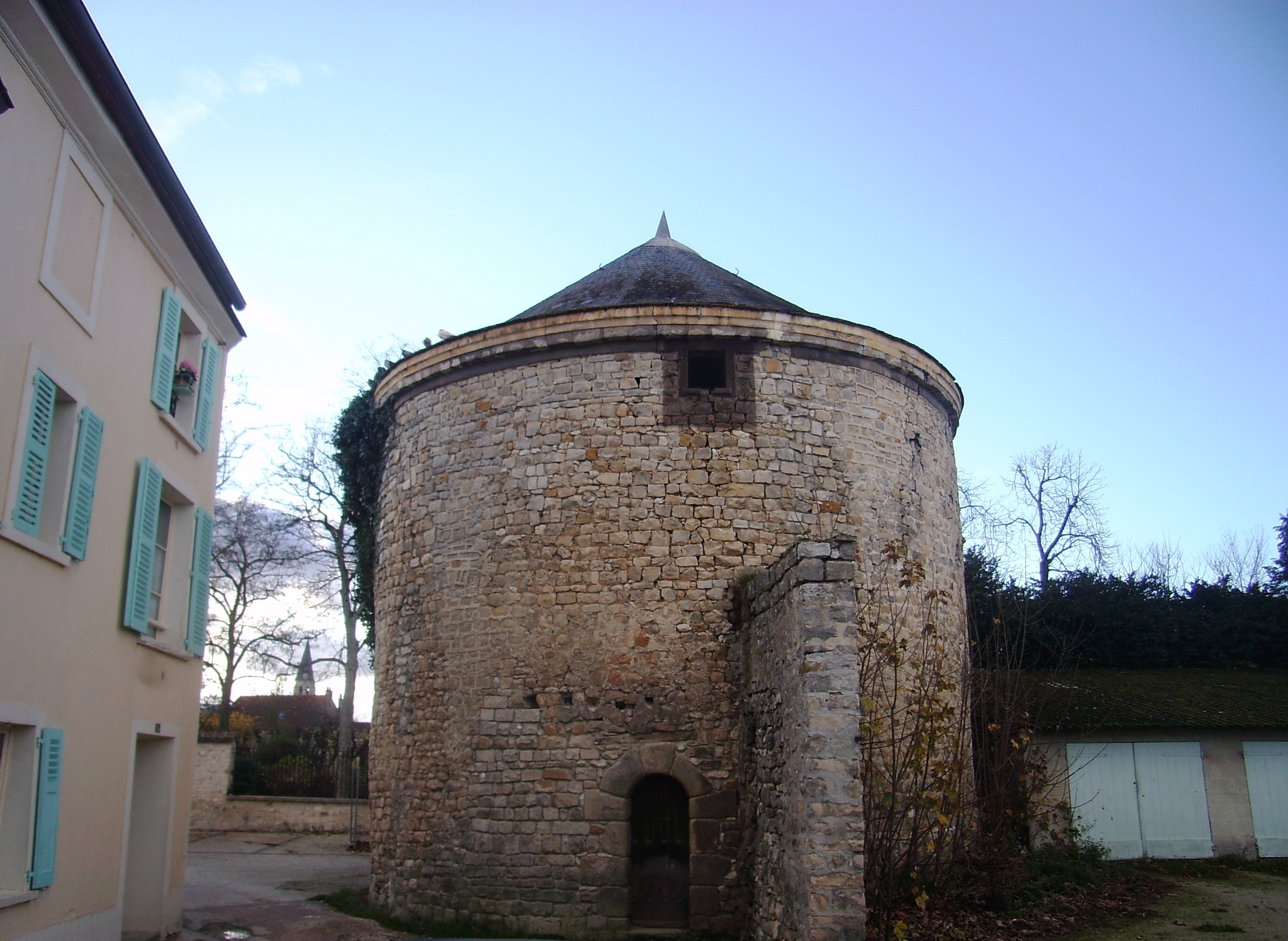
Le colombier.
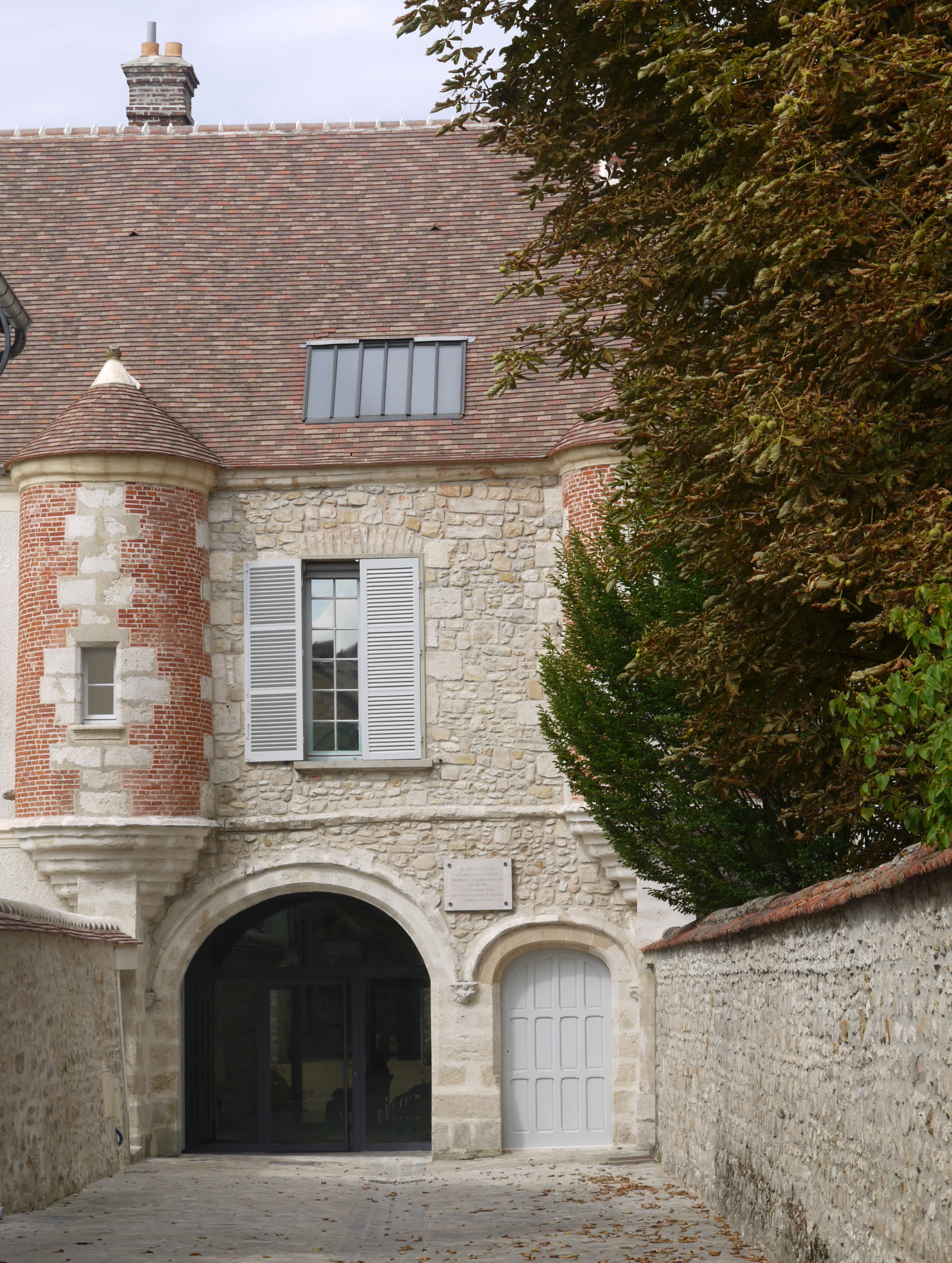
La Maison Jean Cocteau.
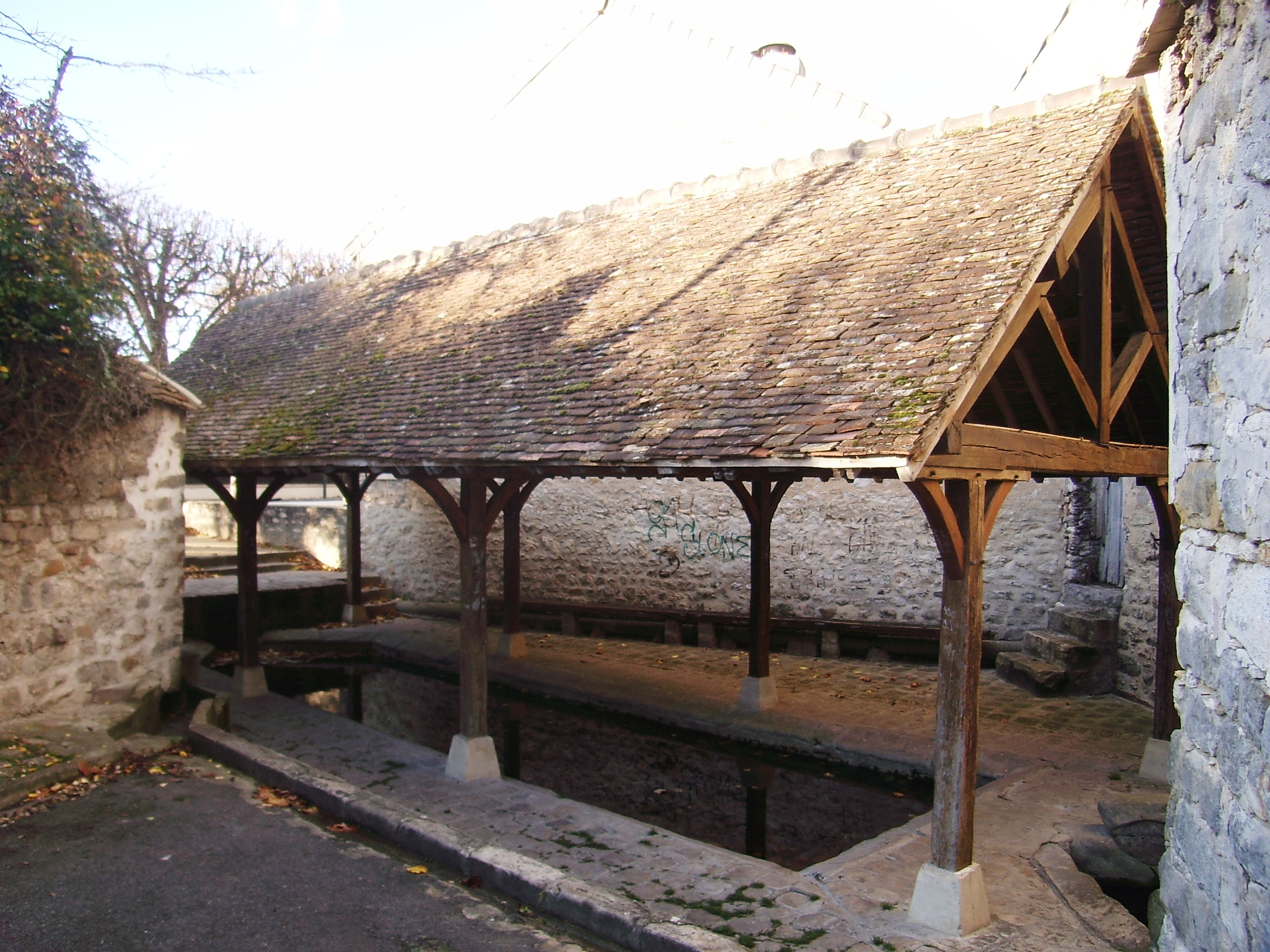
Le lavoir du Coul’ d’Eau.
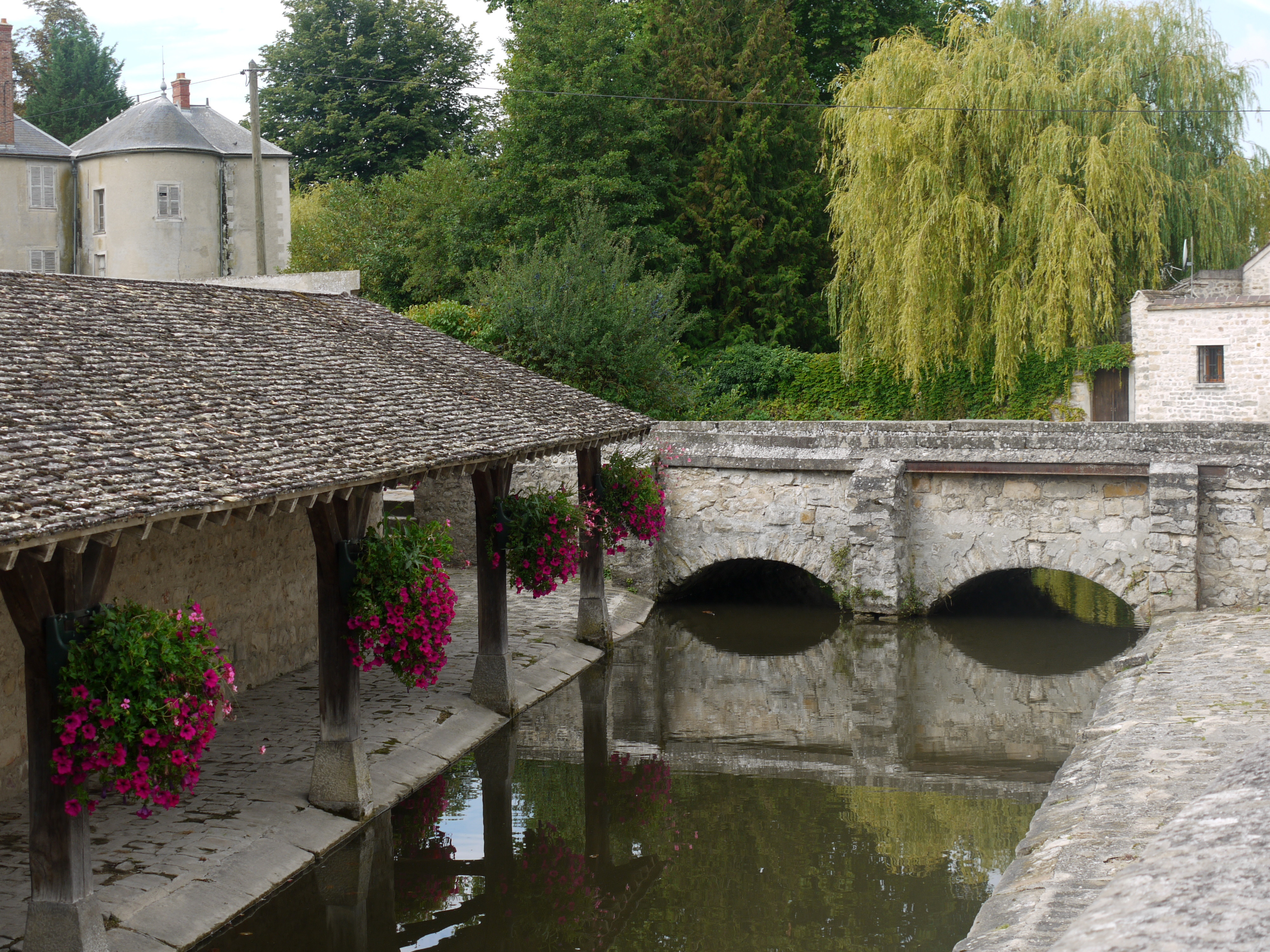
Le lavoir de la Bonde.
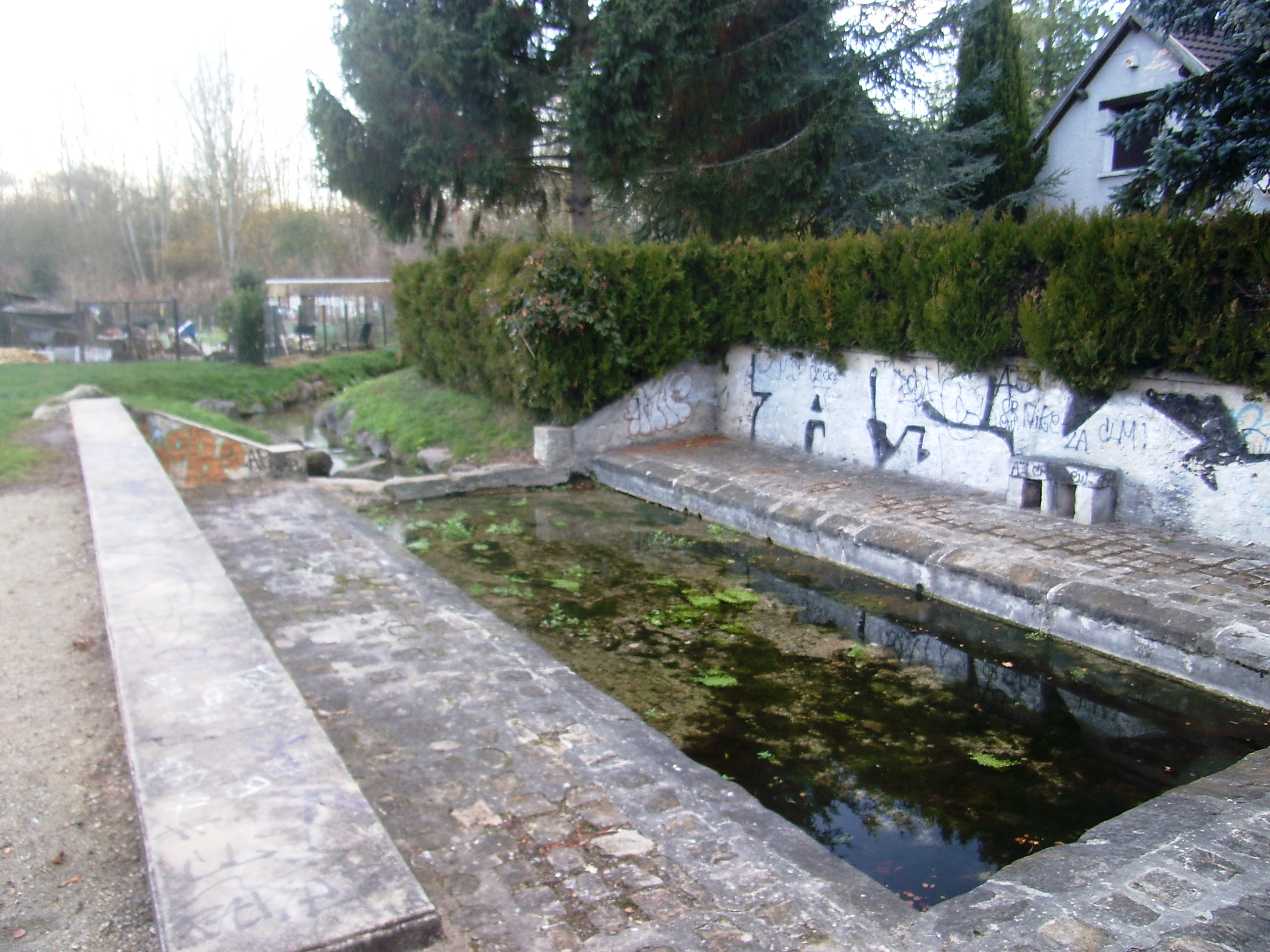
Le lavoir de la rue de Melun.
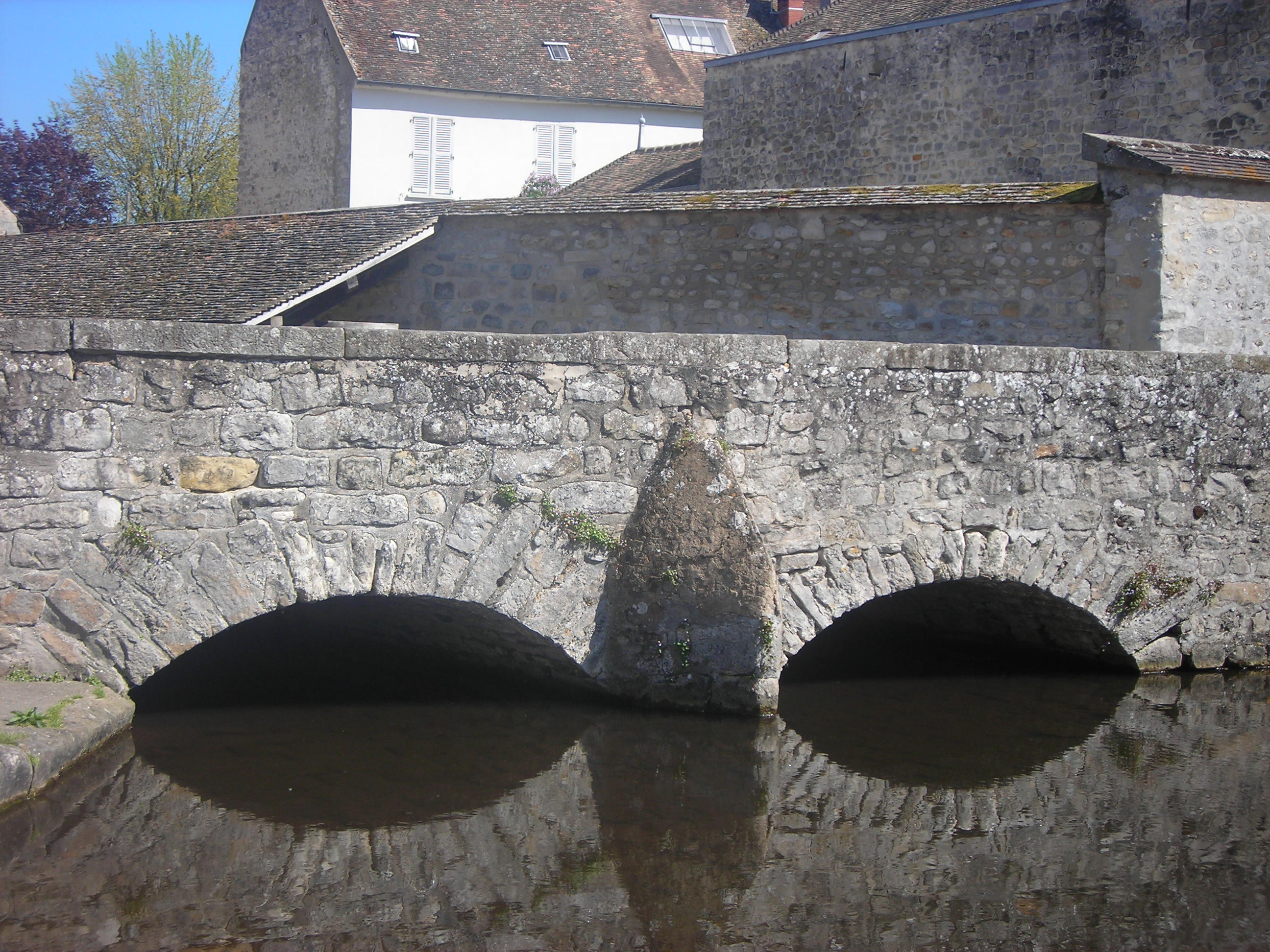
Le pont de la Corne près du château sur l’École.
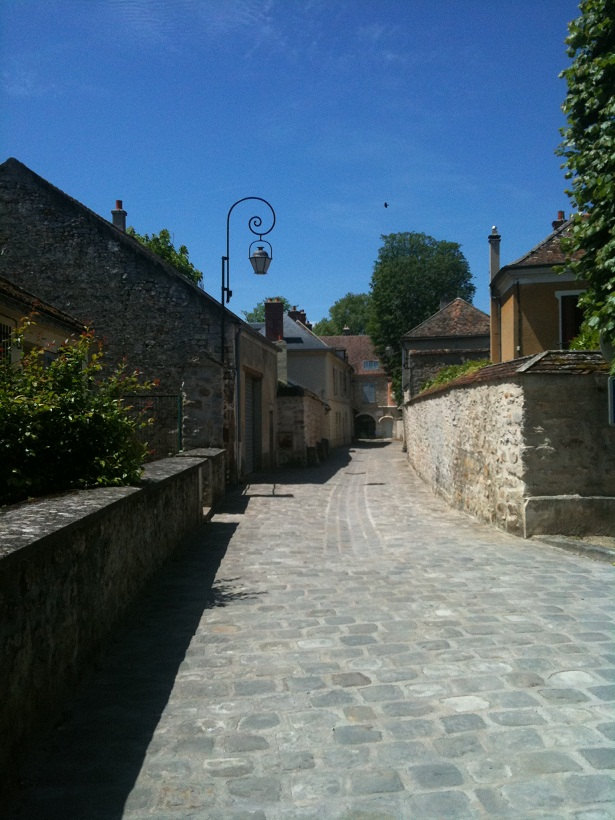
Milly-la-Forêt Rue du Lau.

### Équipements culturels

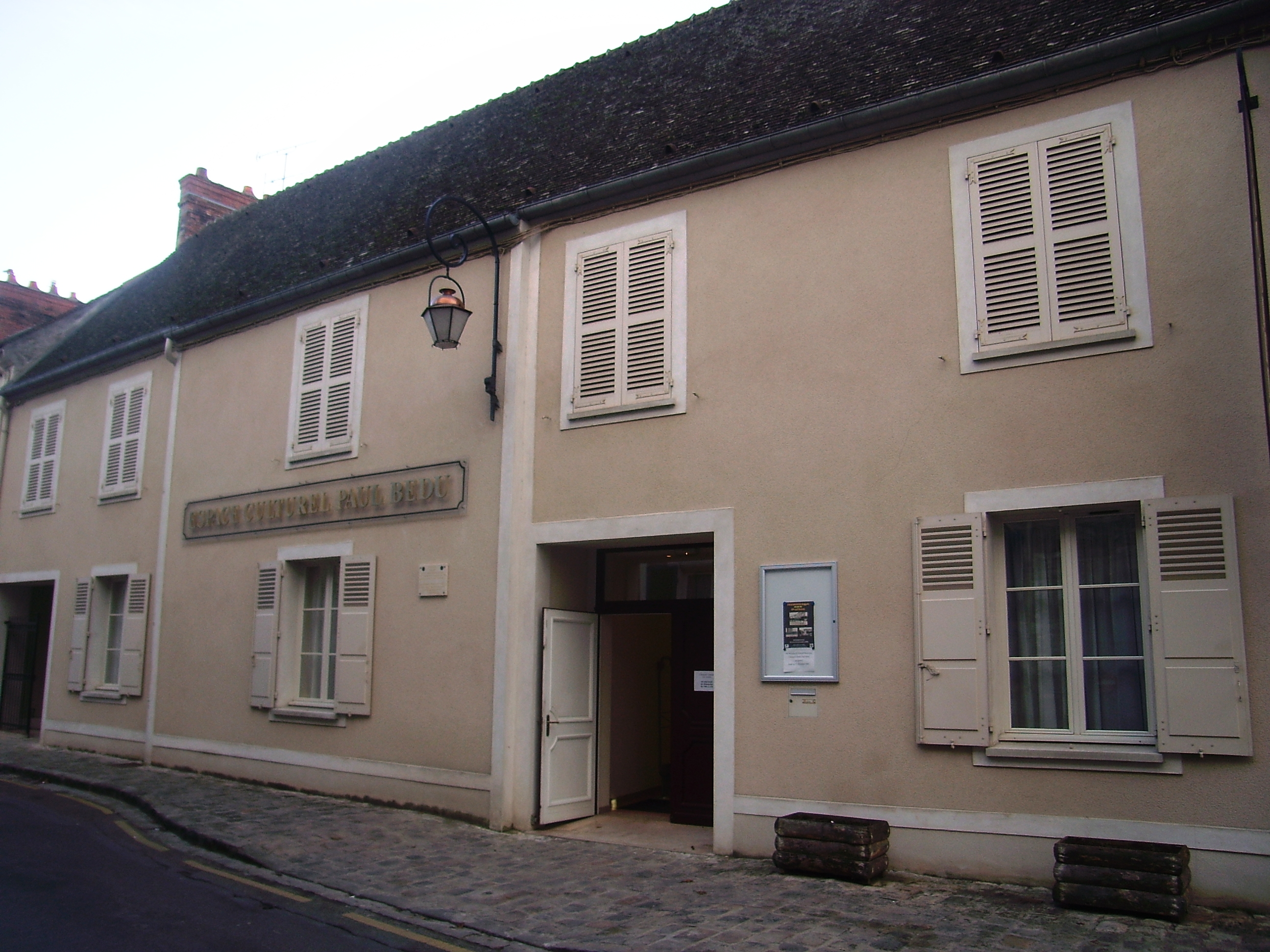
L’espace culturel Paul-Bédu.

La commune dispose de trois structures à caractère culturel. La médiathèque permet la location de livres ou supports électronique où sont organisées des lectures publiques. L’espace culturel Paul-Bédu présente sa collection privée de toiles, dessins et objets d’art, dont des lithographies de Jean Cocteau, l’œuvre Et le soleil s'endormit sur l'Adriatique de Joachim-Raphaël Boronali, canular de Roland Dorgelès, le Portrait d’une religieuse de Jean-Jacques Henner, une œuvre d’Eugène Cicéri et la Vue du port de Saint-Tropez par Charles Camoin. La salle des fêtes municipale fait office de salle de cinéma une fois par mois dans le cadre du programme Cinessonne.
Diverses manifestations rythment la vie culturelle communale, dont le salon des Arts créatifs en novembre, le festival de la Bande dessinée en décembre, le salon européen du flacon à parfum le dernier week-end de juin.
Vingt-six associations animent la vie culturelle milliacoise.
L’œuvre emblématique de Milly-la-Forêt reste Le Cyclop, projet collectif à l’initiative de Jean Tinguely et Niki de Saint Phalle, sculpture monumentale animée haute de vingt-deux mètres implantée au cœur de la forêt.

### Gastronomie
Milly-la-Forêt est labellisée parmi les sites remarquables du goût pour sa production de plantes aromatiques et légumes. Le conservatoire national des plantes à parfum, médicinales, aromatiques et industrielles est ainsi le garant de la tradition de culture. Elle est ainsi réputée pour sa menthe poivrée, son miel, son cresson de fontaine et le produit dérivé, la quiche au cresson.

### Milly-la-Forêt dans les arts et la culture
- Milly-la-Forêt a servi de décors de films, notamment à Jean Genet qui a tourné les plans extérieurs dans la forêt pour Un chant d'amour en 1950[130], Luis Buñuel qui a tourné quelques plans extérieurs en ville pour Le Journal d’une femme de chambre en 1963[131], Jacques Dupont qui y a tourné Les Distractions en 1960 et Marc Rivière qui y a tourné La Petite Fille en costume marin en 1999[132].
- La poésie Jean des herbes de Milly de Jehan Despert parue en 1973 est inspirée de la culture communale.
- En souvenir de ses séjours dans la commune, Christian Dior créa une collection de joaillerie intitulée Milly-la-Forêt symbolisant les quatre saisons à Milly[133].
- L’artiste peintre Théodore Rousseau a réalisé la toile La lande aux genêts représentant un paysage de la commune, aujourd’hui conservé au musée Fabre de Montpellier[134].
- Milly-la-Forêt a servi de décors pour la série Tapie, diffusée en 2023 sur Netflix.

### Personnalités liées à la commune

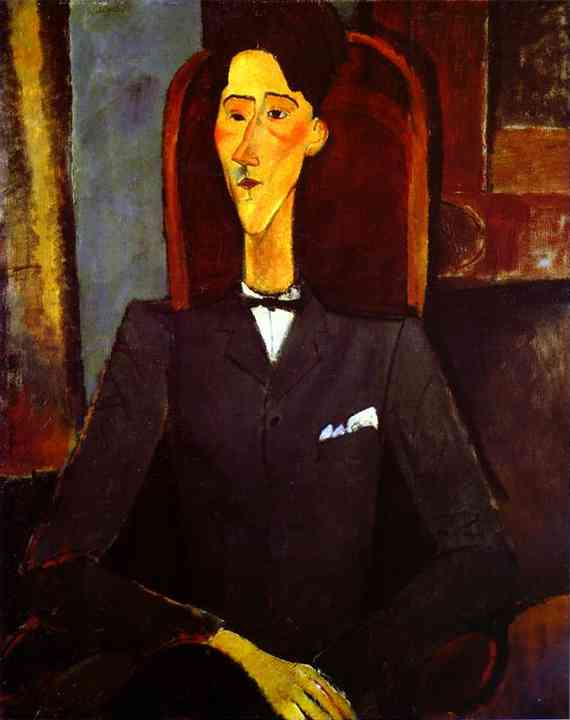
Jean Cocteau en 1916 par Amedeo Modigliani.

Différents personnages publics sont nés, morts ou ont vécu à Milly-la-Forêt :
- Dagobert Ier (v.602-638 ou 639), roi des Francs, fut sacré à Milly.
- Wulfram de Sens (647-703), archevêque de Sens et Saint, y est né.
- Louis IX (1214-1270), roi de France, y séjourna.
- Hugues II de Bouville  (1240-1304), chambellan de Philippe le Bel, seigneur de Bouville.
- Hugues III de Bouville  (1275-1331), chambellan de Philippe le Bel, posséda le château.
- Olivier V de Clisson (1336-1407), posséda le château de Milly.
- Charles VI (1368-1422), roi de France, y séjourna.
- Louis XI (1423-1483), roi de France, y séjourna.
- Louis Malet de Graville (v. 1438-1516), amiral de France, rebâtit la ville au XVe siècle.
- Henri IV (1553-1610), roi de France, y séjourna.
- Henri de Montmorency-Bouteville (1597-1616), vice-amiral de France, en fut le seigneur.
- Jacques Nicolas Bellavène (1770-1826), général de division, y mourut.
- Antoine VII de Gramont[135] (1722-1801), Pair de France, y vécut.
- Napoléon Bonaparte (1769-1821), empereur des Français, y séjourna.
- Jean Cocteau (1889-1963), poète, graphiste et dramaturge, y vécut et y mourut.
- Christian Dior (1905-1957), couturier, y résida.
- Jean Marais (1913-1998), acteur, y vécut.
- Jean Tinguely (1925-1991), artiste, y exerça.
- Clotilde Joano (1932-1974), actrice, y vécut et y mourut.
- Jean-Marie Gustave Le Clézio (1940-), écrivain et prix Nobel de littérature, y vécut.

### Héraldique, devise et logotype
| Blason de Milly-la-Forêt | Blason  | De sable au lion d’argent, au chef du même. Devise / CriLa devise de la commune est De Milliaco Miles en latin qui peut se traduire par « Chevalier (ou soldat) de Milly ». |
| Blason de Milly-la-Forêt | Détails | Ce blason est celui des seigneurs du lieu au XIIIe siècle. La commune s’est en outre dotée d’un logotype, le M capitale de la commune est traversé d’un trait jaune symbolisant la rivière l’École, il est couronné de vert tendre et plus foncé, reprenant la disposition des champs et de la forêt au nord et à l’ouest de la commune. |

## Pour approfondir